# Stendal

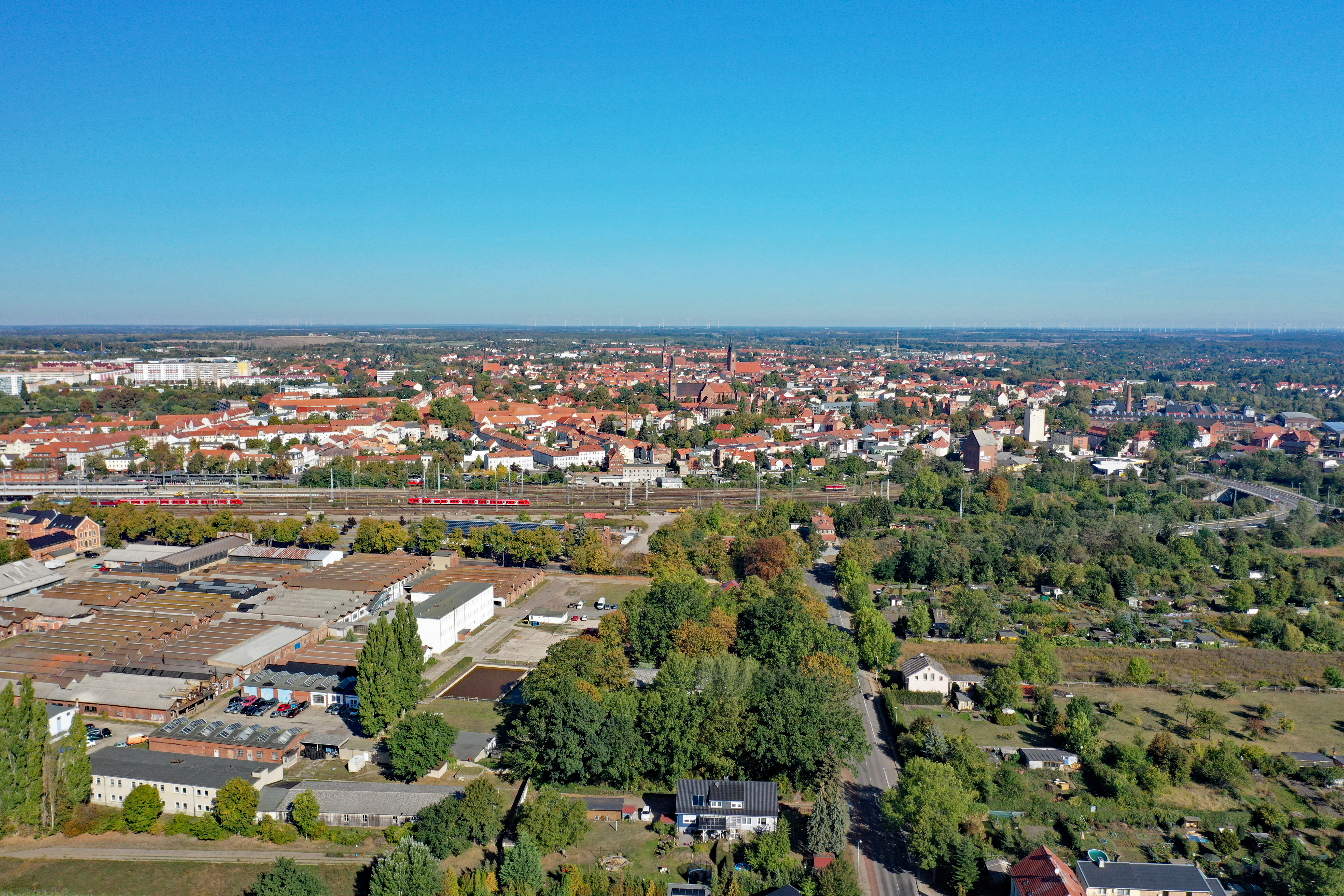
Luftbild von Stendal

Hansestadt Stendal ist die Kreisstadt des Landkreises Stendal und mit 37.850 Einwohnern die größte Stadt sowie Verkehrsknotenpunkt in der Altmark in Sachsen-Anhalt.

## Geographie
Stendal liegt unweit westlich der Elbe in der südöstlichen Altmark. Berlin ist etwa 120 Kilometer entfernt, Hannover etwa 150 Kilometer. Leipzig ist etwa 160 Kilometer und Hamburg etwa 180 Kilometer entfernt. Stendal liegt etwa 55 Kilometer nördlich von Magdeburg auf der Achse Wolfsburg–Berlin.

### Stadtgliederung

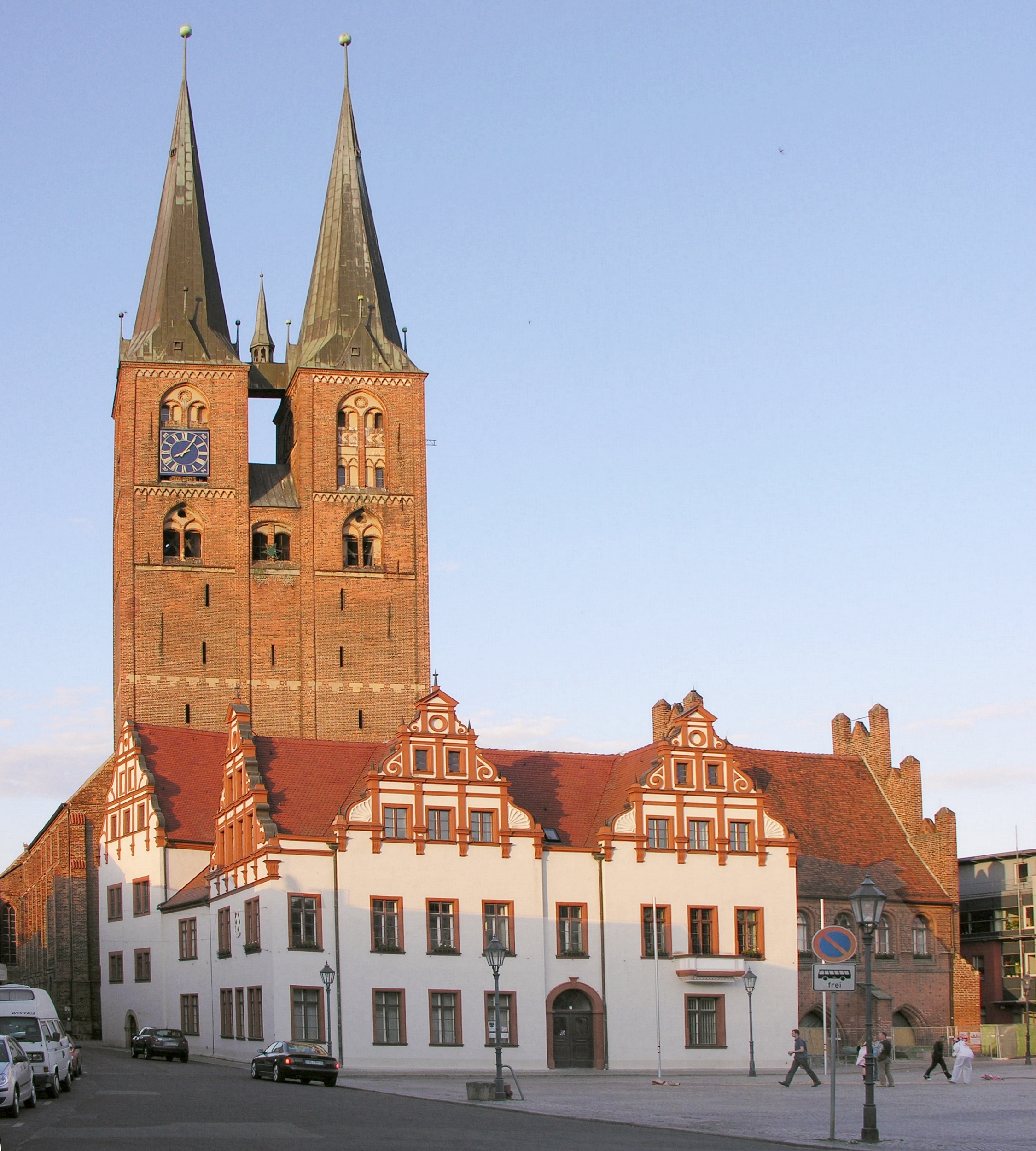
Rathaus am Markt mit Gerichtslaube, Gewandhaus und Corpsfügel vor der Pfarrkirche St. Marien

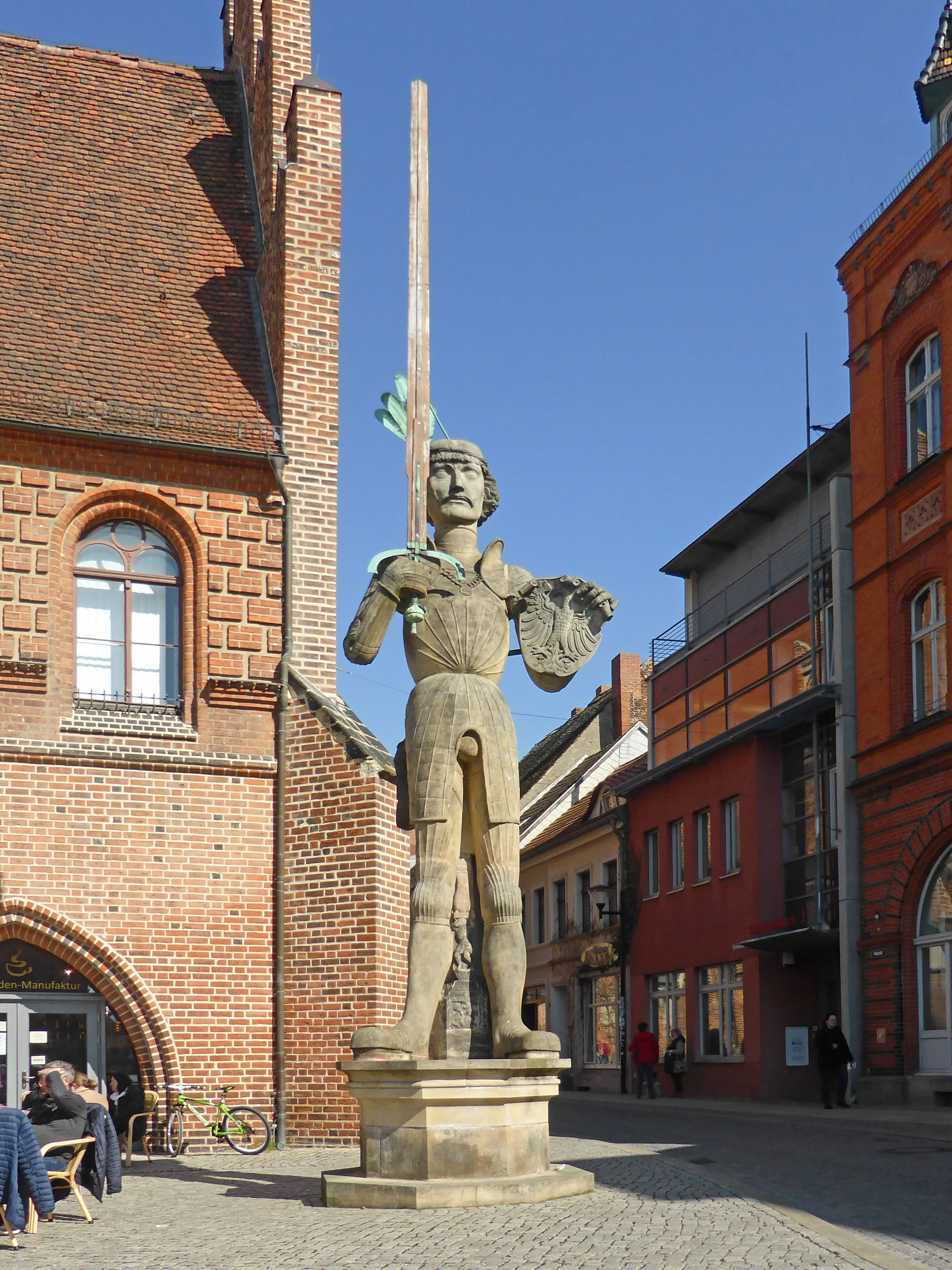
Rolandstatue am Rathaus

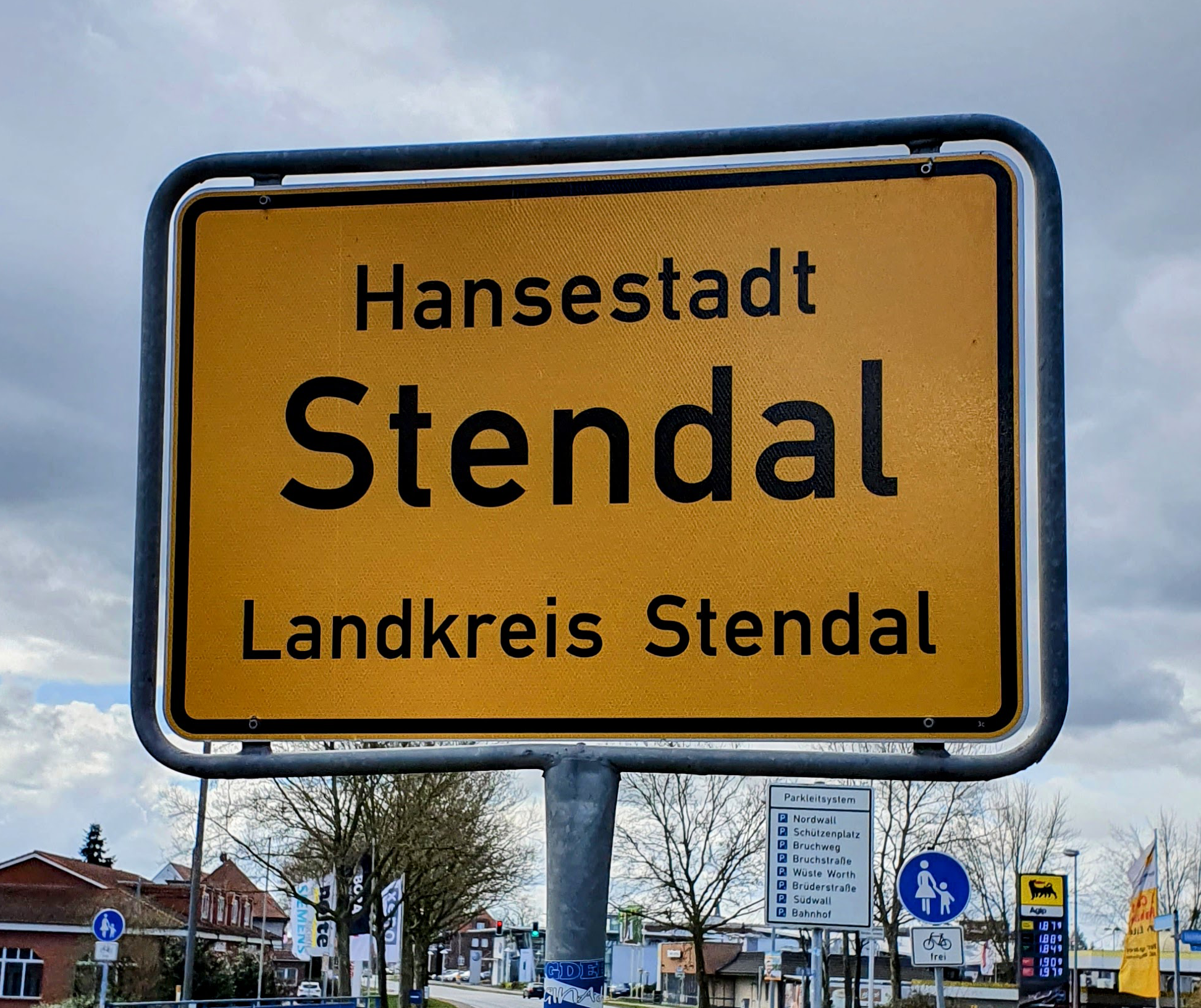
Das Ortsschild mit dem Zusatz „Hansestadt“ am Ortseingang der Kernstadt

Stendal ist eine Einheitsgemeinde und besteht aus der Kernstadt und weiteren 19 Ortschaften.
Am 25. September 2023 beschlossen die Mitglieder des Stadtrates die Gründung der Ortschaft Döbbelin-Tornau. Sie wurde zum 3. März 2024 wirksam.
Kernstadt:
- Altstadt
- Bahnhofsvorstadt
- Bürgerpark
- Nord
- Ost
- Röxe
- Siedlung
- Stadtsee (früher I, II, III)
- Süd
- Südost
- Villenviertel

Wohnplätze: Haferbreite, Lindenhof, Tannensiedlung
19 Ortschaften, 30 Ortsteile und 5 Wohnplätze.
- Bindfelde
  - Bindfelde mit dem Wohnplatz Charlottenhof
- Borstel
- Buchholz
- Dahlen
  - Dahlen
  - Dahrenstedt
  - Gohre
  - Welle
- Döbbelin-Tornau[3]
  - Döbbelin
  - Tornau
- Groß Schwechten
  - Groß Schwechten
  - Neuendorf am Speck
  - Peulingen
- Heeren
- Insel
  - Insel
- Jarchau
- Möringen
  - Möringen
  - Klein Möringen
- Nahrstedt mit dem Wohnplatz Ziegelei
- Staats mit dem Wohnplatz Staatser Siedlung
- Staffelde
  - Staffelde
  - Arnim
- Uchtspringe
  - Uchtspringe
  - Börgitz mit den Wohnplätzen Wendisch Börgitz und Wilhelmseiche
  - Wilhelmshof
- Uenglingen
- Vinzelberg
- Volgfelde
- Wahrburg
- Wittenmoor
  - Wittenmoor
  - Vollenschier

### Klima
Der Niederschlag lag im Jahresmittel 1981 – 2010 bei 493 mm und war damit relativ niedrig. An nur 2 % der Messstationen des Deutschen Wetterdienstes wurden niedrigere Werte registriert. Der trockenste Monat ist der Februar, die meisten Niederschläge fallen im Juni. Im Juni fielen doppelt so viele Niederschläge wie im Februar. Die Niederschläge variieren nur minimal und waren extrem gleichmäßig übers Jahr verteilt. An nur 3 % der Messstationen wurden niedrigere jahreszeitliche Schwankungen registriert.
Der Niederschlag im Jahresmittel 1999–2019 betrug 685 mm pro Jahr. Die Jahresdurchschnittstemperatur lag bei 10,4 °C. Der statistisch wärmste Monat ist der Juli mit durchschnittlichen 19,7 °C. Der Monat Januar, als kältester Monat im Jahr, wies eine Durchschnittstemperatur von 1,3 °C auf.
|                        | Jan  | Feb  | Mär | Apr  | Mai  | Jun  | Jul  | Aug  | Sep  | Okt  | Nov | Dez |   |      |
| Mittl. Temperatur (°C) | 1,3  | 2    | 4,9 | 9,8  | 14,4 | 17,6 | 19,7 | 19,2 | 15,5 | 10,7 | 5,9 | 2,7 | ⌀ | 10,4 |
| Mittl. Tagesmax. (°C)  | 3,3  | 4,8  | 8,5 | 14,3 | 18,7 | 21,7 | 23,8 | 23,3 | 19,3 | 13,7 | 8,1 | 4,6 | ⌀ | 13,7 |
| Mittl. Tagesmin. (°C)  | −0,9 | −0,6 | 1,5 | 5,3  | 9,8  | 13,1 | 15,4 | 15,2 | 11,9 | 7,8  | 3,8 | 0,8 | ⌀ | 7    |
|                        |      |      |     |      |      |      |      |      |      |      |     |     |   |      |
| Niederschlag (mm)      | 56   | 41   | 52  | 43   | 60   | 64   | 81   | 71   | 60   | 51   | 51  | 55  | Σ | 685  |
|                        |      |      |     |      |      |      |      |      |      |      |     |     |   |      |
| Sonnenstunden (h/d)    | 2,7  | 3,8  | 5,2 | 8,5  | 9,9  | 10,7 | 10,8 | 9,9  | 7,3  | 5,1  | 3,4 | 2,6 | ⌀ | 6,7  |
|                        |      |      |     |      |      |      |      |      |      |      |     |     |   |      |
| Regentage (d)          | 9    | 8    | 9   | 7    | 8    | 8    | 9    | 9    | 7    | 7    | 8   | 9   | Σ | 98   |
|                        |      |      |     |      |      |      |      |      |      |      |     |     |   |      |
| Luftfeuchtigkeit (%)   | 83   | 80   | 75  | 67   | 65   | 64   | 65   | 67   | 72   | 79   | 85  | 84  | ⌀ | 73,8 |

| −0,9 |

| −0,6 |

| 1,5 |

| 5,3 |

| 9,8 |

| 13,1 |

| 15,4 |

| 15,2 |

| 11,9 |

| 7,8 |

| 3,8 |

| 0,8 |

| −0,9 |

| −0,6 |

| 1,5 |

| 5,3 |

| 9,8 |

| 13,1 |

| 15,4 |

| 15,2 |

| 11,9 |

| 7,8 |

| 3,8 |

| 0,8 |

## Geschichte

### Mittelalter bis 20. Jahrhundert
Archäologen entdeckten an der Rathenower Straße einen hölzernen Kastenbrunnen, der in das Jahr 889 datiert war und auf eine vorstädtische Besiedlung hindeutet.
Eine angeblich von Kaiser Heinrich II. 1022 ausgestellte Urkunde, in der das Dorf Steinedal unter den Besitzungen des Michaelisklosters in Hildesheim erscheint, ist eine Fälschung des 12. Jahrhunderts. Die als Vorlage dienende echte Urkunde Heinrichs II. (Nr. 479) enthält diesen Ortsnamen nicht. Der Brandenburger Markgraf Albrecht der Bär gründete um 1160 in seinem Dorf Stendale einen Markt und verlieh dem Ort das Magdeburger Stadtrecht. Ausgrabungen bestätigten, dass die Bebauung auf Grundstücken in der Gegend des Marktes südlich des „Alten Dorfes“ in Stendal um 1160 begann. Auf dem Gelände des heutigen Marktplatzes wurde ein Kaufhaus errichtet, das 1188 erstmals erwähnt wurde. Das etwa 60 Meter lange Kaufhaus aus Ziegelstein-Mauerwerk stand auf dem Marktplatz und soll das älteste Kaufhaus und eines der größten und bedeutendsten nördlich der Alpen gewesen sein.
Im 12. Jahrhundert wurde die Pfarrei St. Jacobi gegründet. Mit dem Bau eines Franziskanerklosters am Mönchskirchhof wurde 1230 begonnen. Im 13. Jahrhundert wurde die Stendaler Seefahrergilde gebildet, die mit eigenen Schiffen Handel im Ost- und Nordseeraum betrieb. Die älteste urkundliche Erwähnung der Kaufmannskirche St. Marien stammt aus dem Jahre 1283. Um 1300 erhielt Stendal Stadtmauern, zur gleichen Zeit wurde auch das Tangermünder Tor errichtet. Der Unterbau aus Feldstein-Mauerwerk ist als Sockel des jüngeren Toraufbaus erhalten. Im Jahre 1338 wurde eine Lateinschule an der Brüderstraße errichtet, aus der später ein Gymnasium hervorging, dessen berühmter Schüler im 18. Jahrhundert der spätere Archäologe Johann Joachim Winckelmann war. Er besuchte das Gymnasium von 1726 bis 1736.
Stendal gehörte nachweislich von 1358 bis 1518 der Hanse an. Neben Brandenburg an der Havel war Stendal die älteste Münzstätte der Mark Brandenburg. In der Markgrafschaft Brandenburg zahlten mehrere Städte, darunter auch Stendal, eine einmalige Abfindung an den Markgrafen und erhielten dafür das Münzrecht für die Prägung des sogenannten Ewigen Pfennigs.
Im 14. Jahrhundert wurde das Refektorium des Franziskanerklosters am Mönchskirchhof erbaut, das heute die Stadtbibliothek beherbergt. Am Ort, an dem 1215 noch die Stendaler Burg stand, wurde 1423 mit dem Bau des Stendaler Doms begonnen. 1440 wurde das Uenglinger Tor errichtet. Im 15. Jahrhundert erfolgte der Bau des Rathauses in mehreren Bauabschnitten mit Gewandhaus, Chor und Seitenflügel. Das St.-Katharinen-Kloster war eine Stiftung des Kurfürsten Friedrich II. für Augustinerinnen, wurde 1456 erbaut und beherbergt heute das Altmärkische Museum und das Musikforum. 1462 wurde im Rathausfestsaal die heute noch erhaltene geschnitzte Vertäfelung fertiggestellt.

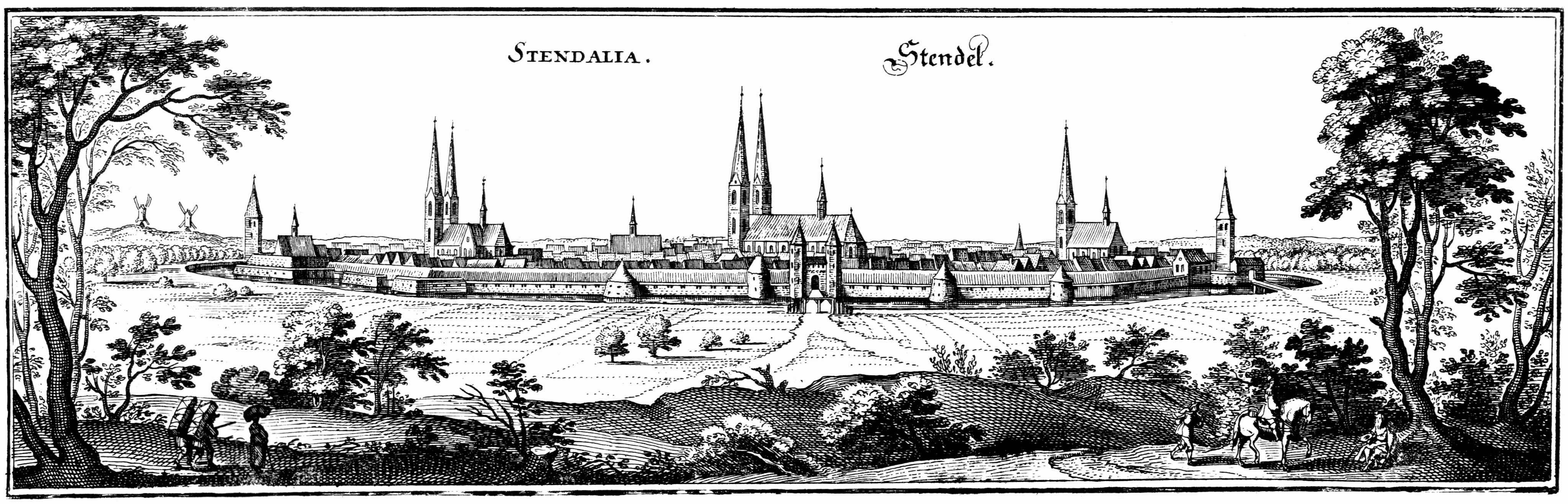
Stendal um 1640

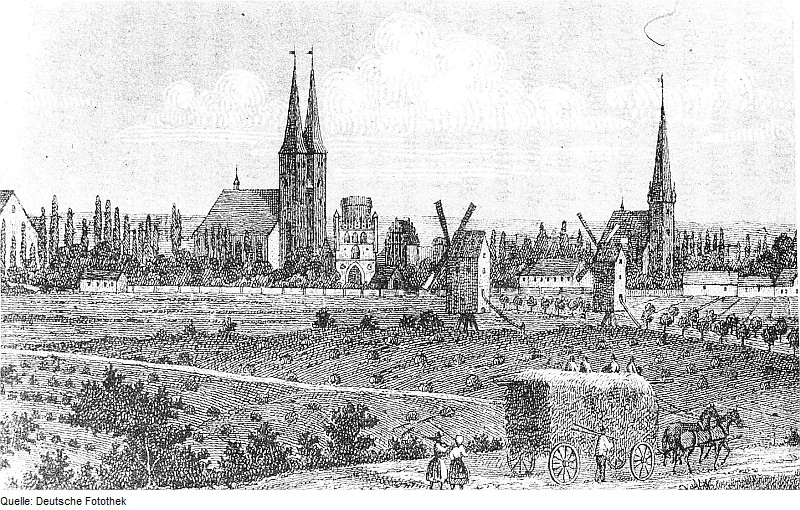
Stadtansicht aus dem 19. Jahrhundert

Ab 1488 arbeitete Joachim Westfal, erster Buchdrucker der Mark Brandenburg, in Stendal. Im selben Jahr lehnten sich die Stendaler Bürger gegen die Biersteuer auf. 1502 heiratete der brandenburgische Kurfürst Joachim I. in Stendal Elisabeth (1485–1555), die Tochter des dänischen Königs Johann I. Im Jahr 1518 trat Stendal gemeinsam mit Berlin, Brandenburg, Frankfurt (Oder) und Salzwedel aus der Hanse aus. Der Stendaler Roland wurde 1525 aufgestellt. 1530 ereigneten sich mit dem Stendaler Aufruhr die einzigen zweifelsfrei religiös motivierten Unruhen am Vorabend der Reformation in Brandenburg. 1539 wurde durch die Reformation die lutherische Lehre in der Altmark offizielle Religion. Luthers Schüler und Mitarbeiter Konrad Cordatus war ab 1540 erster lutherischer Superintendent am Ort. Für 1535, 1540 und 1549 wird Achim von Zehmen, verheiratet mit Margarete von Lüderitz, als Bürgermeister von Stendal genannt. Im Jahr 1682 starben 1205 Menschen (darunter 537 Kinder) in der Stadt an der Pest. Von 1771 bis 1830 wurden die Stadtbefestigungen teilweise abgebrochen, der Wendenturm, der Torturm, das Arneburger Tor und das Viehtor wurden abgerissen.
Die Bahnstrecke Magdeburg–Stendal–Wittenberge wurde 1849 eröffnet. Zeitgleich mit der Berlin-Lehrter Eisenbahn wurde 1871 der Stendaler Hauptbahnhof eröffnet, dessen Bau 1869 begonnen worden war. 1873 wurde die Eisenbahn-Hauptwerkstatt errichtet, die 1881 auf die Königlich Preußische Eisenbahnverwaltung überging und nach 1920 zum Reichsbahn-Ausbesserungswerk Stendal (RAW Stendal) wurde. Das am 14. Mai 1876 eingeweihte Kriegerdenkmal für die Gefallenen von 1870/71, entworfen vom Architekten Hubert Stier, stand auf dem Mönchskirchhof und wurde nach 1945 abgerissen. Es hatte einen neugotischen Aufbau mit einer Germania. Das Altmärkische Museum wurde im Jahr 1888 gegründet.
Eine durch die Stadt westlich des Stadtkerns neu errichtete Kaserne an der ehemaligen Gardeleger Straße (heute Scharnhorststraße) wurde 1905 vom schon 1884 in die Stadt verlegten Magdeburgisches Husaren-Regiment Nr. 10 bezogen.
1906 wurde zum Andenken an den Ehrenbürger Friedrich Hermann Haacke ein Laufbrunnen auf dem Sperlingsberg errichtet, der im Volksmund „Sperlings-Ida“ genannt wird. 1909 schied Stendal aus dem Kreis Stendal aus und bildete einen eigenen Stadtkreis. Die Stadt wurde 1950 wieder in den Landkreis eingegliedert.

### Erster Weltkrieg
Am 3. August 1914 zog die erste Schwadron der, in Stendal stationierten, Husaren (Magdeburgisches Husaren-Regiment Nr. 10) in den Ersten Weltkrieg. In den Lazaretten der Stadt trafen am 8. September 1914 die ersten Verwundeten ein, etwa 160 Soldaten. Im Dezember 1916 waren zudem in dem Mannschaftsgefangenenlager am Stendaler Exerzierplatz bereits mehr als 11.000 Kriegsgefangene untergebracht. 1917 wurden zwei Glocken des Doms und eine Glocke der Marienkirche abgebaut und an die Metall-Mobilmachungsstelle übergeben, um für Rüstungszwecke eingeschmolzen zu werden.
Im Zuge der Novemberrevolution übernahm am 8. November 1918 ein Arbeiter- und Soldatenrat die Polizeigewalt in Stendal. Nach Unterzeichnung des Waffenstillstands von Compiègne am 11. November 1918 wurde in der Husaren-Kaserne eine Versprengten-Sammelstelle eingerichtet. Das Kriegsgefangenenlager wurde darüber hinaus bis zum 1. Januar 1919 fast vollständig geräumt und zum Durchgangslager für entlassene deutsche Kriegsgefangene umfunktioniert.
Die Stendaler Pferdebahn stellte 1926 nach 34 Jahren ihren Betrieb ein.

### Zweiter Weltkrieg
Die Stadt geriet im Zweiten Weltkrieg, hauptsächlich aufgrund der hier stationierten Truppenteile der Wehrmacht, zunehmend in den Fokus alliierter Bombenangriffe. Bei zahlreichen Luftkämpfen über Stendal kam es zu Abstürzen alliierter Bomber und deutscher Jagdflugzeuge auch über der Stadt oder in der Nähe. Stendal und die auf dem Fliegerhorst Stendal-Borstel stationierten Jagdgeschwader (unter anderem das Jagdgeschwader 301) lagen direkt in der Einflugschneise der Bomberverbände, die Berlin als Angriffsziel zugewiesen bekommen hatten.
Am 22. Februar 1945 kamen bei einem Angriff der US-amerikanischen 8. Luftflotte mit 73 Boeing B-17 „Flying Fortress“ auf Stendal (mit 214 Tonnen Bomben) allein im Stadtteil Röxe 200 Zivilisten und eine große Anzahl von Wehrmachtssoldaten ums Leben. Der Hauptbahnhof wurde ebenfalls erheblich beschädigt, er war das Hauptziel der Operation Clarion. Am 8. April des gleichen Jahres wurde bei einem erneuten Angriff der 8. US-Luftflotte mit 73 B-17 und 179 Tonnen Bomben besonders die Innenstadt. Dabei wurde auch der Dom getroffen, der teilweise zerstört wurde (besonders der Kreuzgang, Fresken, Blendmaßwerk und Gitterfriese). Die mittelalterlichen Farbverglasungen der Fenster waren zuvor ausgelagert worden und wurden somit gerettet. Die Zahl der Todesopfer an diesem Tag lag über 200, vorwiegend Frauen und Kinder. Am 7. April 1945 startete auch vom Flugplatz Stendal-Borstel aus eines der umstrittensten Unternehmen der Endphase des Zweiten Weltkriegs, das Sonderkommando Elbe von Restbeständen der Luftwaffe.
Am 13. April übergab Bürgermeister Karl Wernecke, seit 1941 Parteimitglied in der NSDAP, die Stadt den US-Streitkräften. Daraufhin bezeichnete Joseph Goebbels Stendal „wegen feiger Übergabe“ als „ehrlos“. Am 4. Mai 1945 kapitulierte die deutsche 12. Armee (Armee Wenck) unter dem General Maximilian von Edelsheim im Stendaler Rathaus. Britische Truppen übernahmen am 12. Juni die Verwaltung in Stendal, wurden aber am 1. Juli von der Roten Armee abgelöst. Den ehemaligen Bürgermeister Wernecke brachte die Rote Armee ins Speziallager Sachsenhausen, wo er im Dezember 1945 starb. Infolge des Flüchtlingsstroms beherbergte Stendal am 16. Juni 1945 rund 65.000 Menschen; zu Kriegsbeginn waren es nur rund 34.000 Einwohner gewesen.
Von etwa 7. Juli 1945 bis um den 15. Dezember 1945 waren auf einem Gelände im Westen von Stendal die teils verkohlten menschlichen Überreste von Adolf und Eva Hitler, der Familie Goebbels und des letzten Generalstabschefs des Heeres im Zweiten Weltkrieg, Hans Krebs, vergraben und wurden anschließend nach Magdeburg transportiert.

### SBZ und DDR

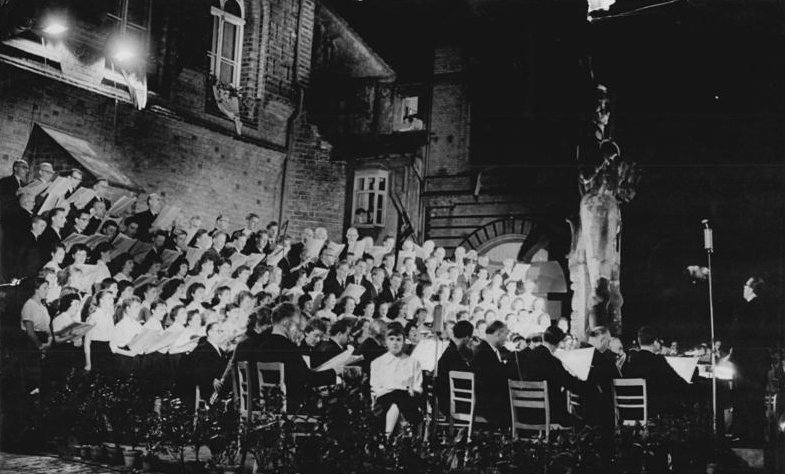
Stendal, 3. Arbeiterfestspiele, Uraufführung der Chronik des Roland von Stendal

In der DDR war Stendal der wichtigste Industriestandort im Norden des Bezirks Magdeburg, unter anderem mit dem Reichsbahnausbesserungswerk (RAW) Stendal, dem VEB Dauermilchwerk Stendal, dem Stahlmöbel- und Wärmegerätewerk (STIMA) Stendal und dem VEB Geologische Erkundung / VEB Geologische Forschung und Erkundung Stendal. Stendal war auch Sitz des Bezirksinstituts für Veterinärwesen (BIV), das aus dem Tiergesundheitsamt (TGA) und der Bezirks-Tierklinik hervorgegangen war und nach 1990 in das Staatliche Veterinär- und Lebensmitteluntersuchungsamt umgewandelt wurde.
1974 wurde nördlich von Stendal mit dem Bau des Kernkraftwerks Stendal begonnen, das allerdings nie in Betrieb ging. Erst erfolgte kurz vor der Wiedervereinigung am 17. September 1990 ein Baustopp und nach einigen Jahren wurde der Abriss beschlossen, begonnen und durchgeführt.

### Nach der Wiedervereinigung Deutschlands
Am 27. September 2009 stimmten bei einer Bürgeranhörung 78 % der Einwohner für die Umbenennung der Stadt in „Hansestadt Stendal“. Die Umbenennung trat zum 1. Januar 2010 in Kraft.
Am 27. September 2014, anlässlich des 24. Jahrestages der deutschen Wiedervereinigung, pflanzte Oberbürgermeister Klaus Schmotz mit Gästen aus der Partnerstadt Lemgo im Ostpark das Baumdenkmal für die Deutsche Einheit.

### Stendal als Garnisonstadt
1640 wurde Stendal erstmals Garnisonstadt. In der Folge war das 1715 gegründete Altpreußische Infanterieregiment No. 27 bis 1806 in Stendal stationiert. Ab 1860 wurde Stendal wieder Standort von Truppenteilen, unter anderem ab 1884 Standort des Magdeburgischen Husarenregiments Nr. 10, das 1919 aufgelöst wurde. In dessen Tradition stand dann ab 1919 das Reiterregiment Nr. 3 in der Stadt, das 1937 abzog.
1936 wurde die Fallschirm-Schule 1 der Wehrmacht auf dem Flugplatz Stendal-Borstel aufgestellt. Die Fallschirmjägerausbildung wurde bis 1944 durchgeführt. Zu den Absolventen zählte der Boxer Max Schmeling. Zudem waren das Infanterieregiment 93 und verschiedene Jagdgeschwader der Luftwaffe in der Stadt stationiert.
Bis zur Wende war Stendal Sitz des Grenzkommandos Nord der Grenztruppen der DDR und überdies auch Standort der 207. Motorisierten Schützendivision (MotSchtzDiv) der Gruppe der Sowjetischen Streitkräfte in Deutschland.
Ende 1994 zogen die letzten sowjetischen Truppen ab, womit Stendals Zeit als Garnisonstadt endete.

### Eingemeindungen
- 1. April 1906: Gemeinde Röxe[24]
- 20. Juli 1950: Gemeinde Wahrburg[25]
- 1. Juli 1973: Gemeinde Borstel[26]
- 1. Januar 1998: Gemeinde Staffelde mit dem Ortsteil Arnim[27]
- 30. April 1999: Gemeinde Bindfelde mit dem Ortsteil Charlottenhof[27]
- 1. Januar 2005: Gemeinde Jarchau[27]
- 1. Januar 2010: Gemeinden Buchholz, Groß Schwechten mit den Ortsteilen Neuendorf am Speck und Peulingen, Heeren, Möringen mit dem Ortsteil Klein Möringen, Nahrstedt, Staats, Uchtspringe mit den Ortsteilen Börgitz und Wilhelmshof, Uenglingen, Volgfelde und Wittenmoor mit dem Ortsteil Vollenschier[27]
- 29. April 2010: Gemeinde Vinzelberg[27]
- 1. September 2010: Gemeinde Dahlen mit den Ortsteilen Dahrenstedt, Gohre, Welle und Gemeinde Insel mit den Ortsteilen Döbbelin und Tornau[27]

## Bevölkerung

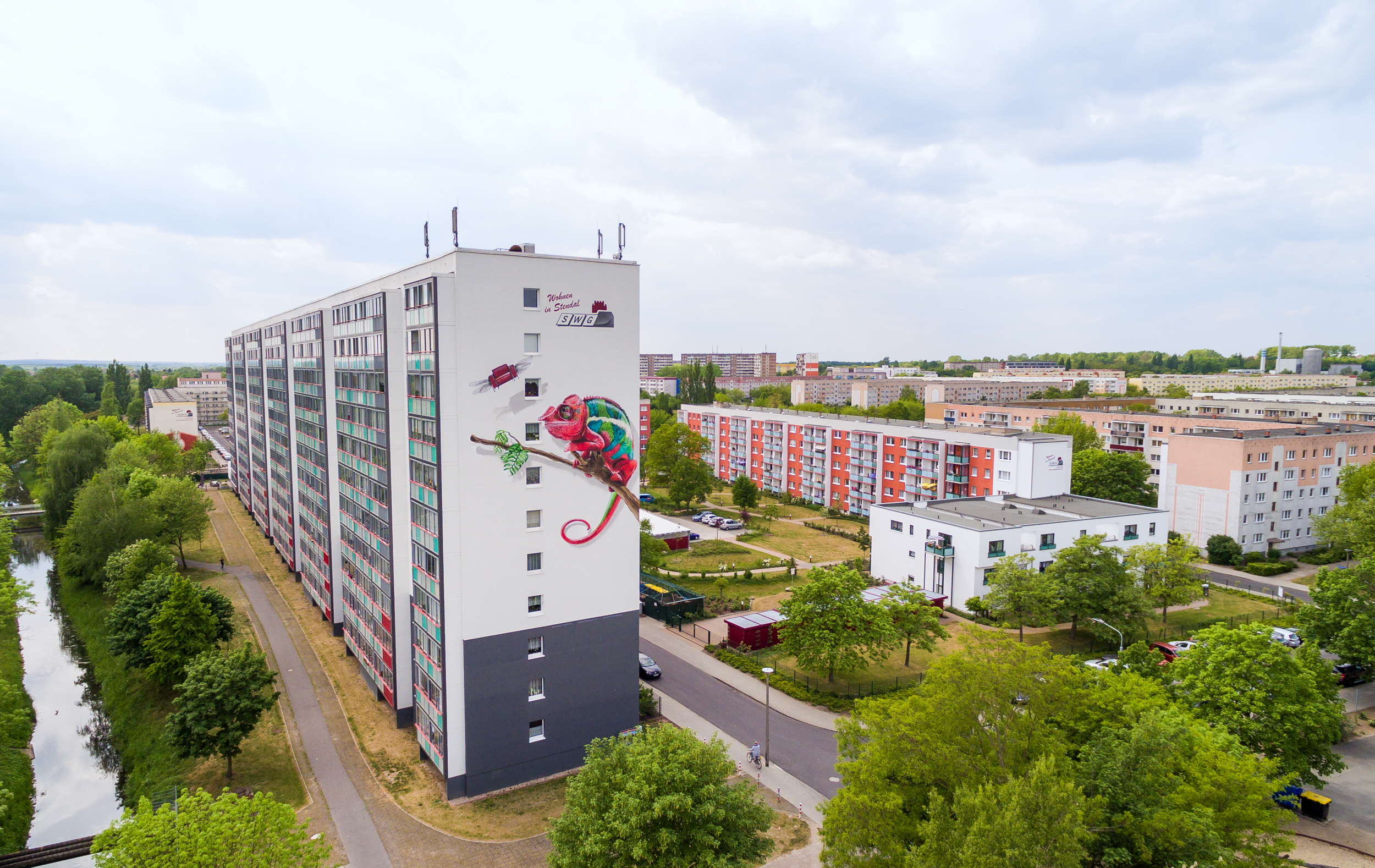
Stendal-Stadtsee

Die Bevölkerungsentwicklung war erstmals während des Ersten Weltkriegs rückläufig. Die Stadt erholte sich davon jedoch schnell und hatte kurz vor Ausbruch des Zweiten Weltkriegs fast 37.000 Einwohner. Nach dem Zweiten Weltkrieg wuchs sie durch Zuwanderung von Vertriebenen aus den ehemaligen deutschen Ostgebieten erstmals auf über 40.000 Einwohner. Im Zeitraum von 1950 bis 1964 verlor die Stadt über 4600 Einwohner und sank im Jahr 1964 in ihrer Einwohnerzahl auf den Vorkriegsstand. Mit 35.931 Einwohnern erreichte Stendal im Jahr 1964 einen historischen Tiefstand in der Nachkriegszeit.
Ab 1965 wuchs die Stadt vor allem durch die Anlage der Großsiedlungen Stadtsee und Stendal Süd stetig und erreichte am 31. Dezember 1989 mit 51.461 Einwohnern den historischen Höchststand. Seit 1990 ist die Einwohnerzahl der Stadt durch Abwanderung und Sterberaten-Überschuss stark rückläufig und sank bis Mitte 2007 etwa wieder auf das Niveau des Jahres 1964. Dem dadurch entstandenen Leerstand an Mietwohnungen wird seit 2000 durch Abriss, Rückbau und begleitende Sanierung der Plattenbausiedlungen entgegengewirkt. Per Stadtratsbeschluss wurde mit dem am 18. Februar 2002 beschlossene gebietsbezogene integrierte Handlungs-/ Stadtentwicklungskonzept (SEK) zum ersten Mal in Sachsen-Anhalt für ein ganzes Wohngebiet (Stendal-Süd) der komplette Rückbau eingeleitet. Die beiden Großvermieter der Stadt – Stendaler Wohnungsbaugesellschaft und Wohnungsbaugenossenschaft Altmark – haben in den Jahren 2000 bis 2013 ca. 6.000 Wohnungen zurückgebaut. Stendal richtet sich mit seiner Infrastruktur auf eine Einwohnerzahl von 35.000 ein. Seit 2014 ist eine leichte Stabilisierung der Bevölkerungsentwicklung festzustellen. Durch die Gemeindegebietsreform Sachsen-Anhalts 2009–2011 wurde Stendal am 1. Januar 2010 Einheitsgemeinde. Die an diesem Tag erfolgten Eingliederungen von zehn Gemeinden ließen die Einwohnerzahl von 35.900 auf 40.974 (Zahlen vom 31. Dezember 2008) ansteigen. Auf diesem Niveau verblieb die Bevölkerungszahl auch im folgenden Jahrzehnt.

### Einheitsgemeinde Hansestadt Stendal
| Jahr | Einwohner |
| ---- | --------- |
| 1964 | 47.291    |
| 1971 | 47.626    |
| 1981 | 53.603    |
| 1985 | 55.856    |
| 1990 | 56.088    |
| 2010 | 42.435    |
| 2015 | 40.269    |
| 2016 | 40.164    |

| Jahr | Einwohner |
| ---- | --------- |
| 2017 | 39.822    |
| 2018 | 39.439    |
| 2019 | 39.103    |
| 2020 | 38.778    |
| 2021 | 38.359    |
| 2022 | 37.834    |
| 2023 | 37.683    |
| 2024 | 37.850    |

Einwohnerentwicklung von Stendal 1830 bis 2023

Gebietsstand 2010. Eingemeindungen rückwirkend eingerechnet, Quelle für 1964 bis 2020, ab 2021:

#### Stadt und Kernstadt
| Jahr | Einwohner |
| ---- | --------- |
| 1688 | etwa 300  |
| 1724 | 3.695     |
| 1730 | 3.746     |
| 1740 | 3.726     |
| 1750 | 4.130     |
| 1770 | 4.051     |
| 1771 | 4.312     |
| 1774 | 4.200     |
| 1780 | 5.666     |
| 1790 | 5.552     |
| 1801 | 5.341     |
| 1818 | 5.252     |
| 1840 | 6.259     |
| 1848 | 6.534     |

| Jahr | Einwohner  |
| ---- | ---------- |
| 1864 | 08.604     |
| 1871 | 09.880     |
| 1885 | 16.026     |
| 1895 | 19.998     |
| 1905 | 24.926     |
| 1925 | 29.701     |
| 1939 | [00]36.894 |
| 1946 | [00]40.325 |
| 1950 | [00]40.618 |
| 1964 | 35.931     |
| 1971 | 37.657     |
| 1981 | 45.013     |
| 1989 | 51.461     |
| 1993 | 49.931     |

| Jahr | Einwohner |
| ---- | --------- |
| 2006 | 36.761    |
| 2008 | 35.900    |
| 2012 | 31.520    |
| 2014 | 31.263    |
| 2018 | 31.350    |
| 2019 | 31.067    |
| 2022 | 31.119    |
| 2023 | 31.026    |

Gebietsstand des jeweiligen Jahres, Quelle bis 1993

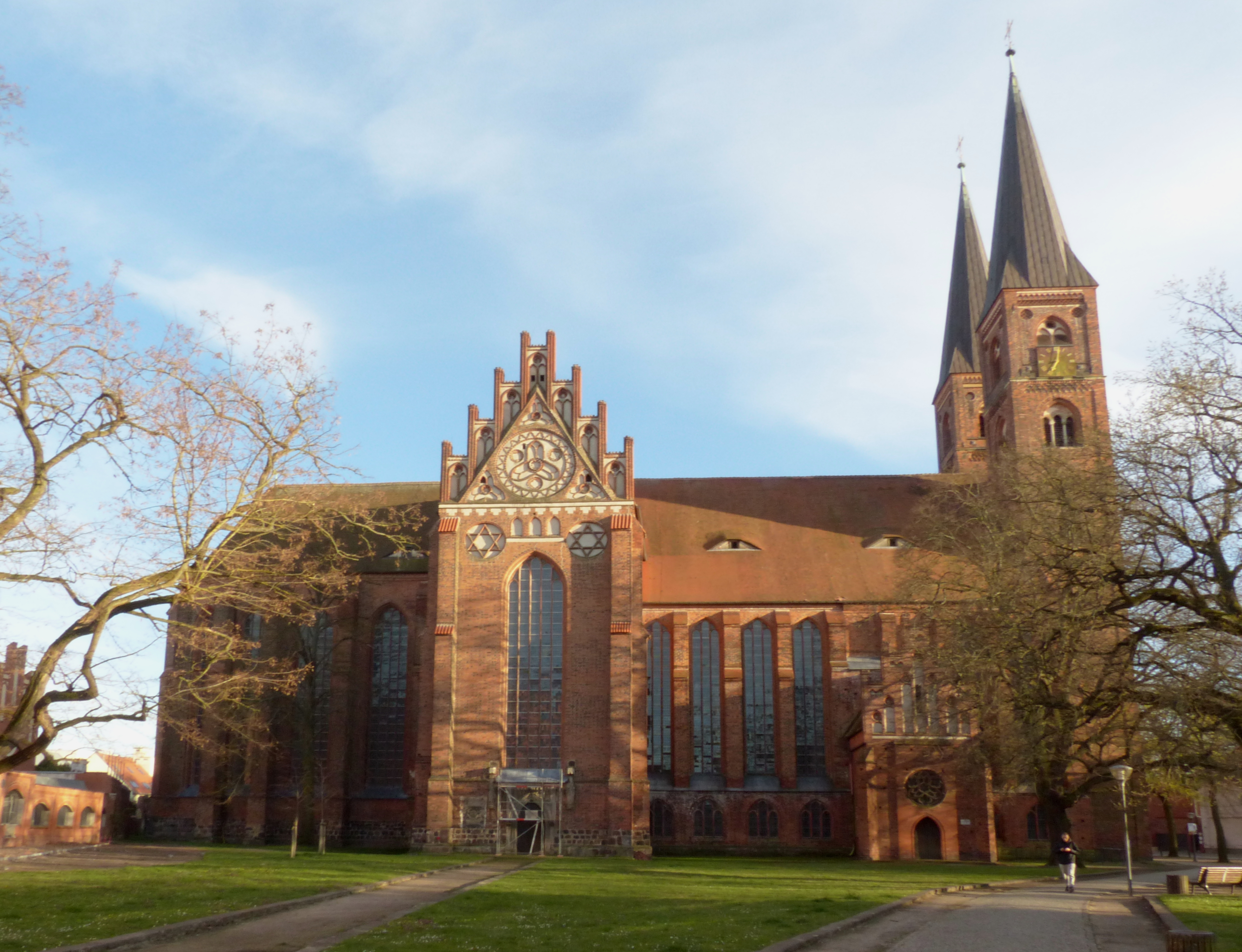
Domkirche St. Nikolaus

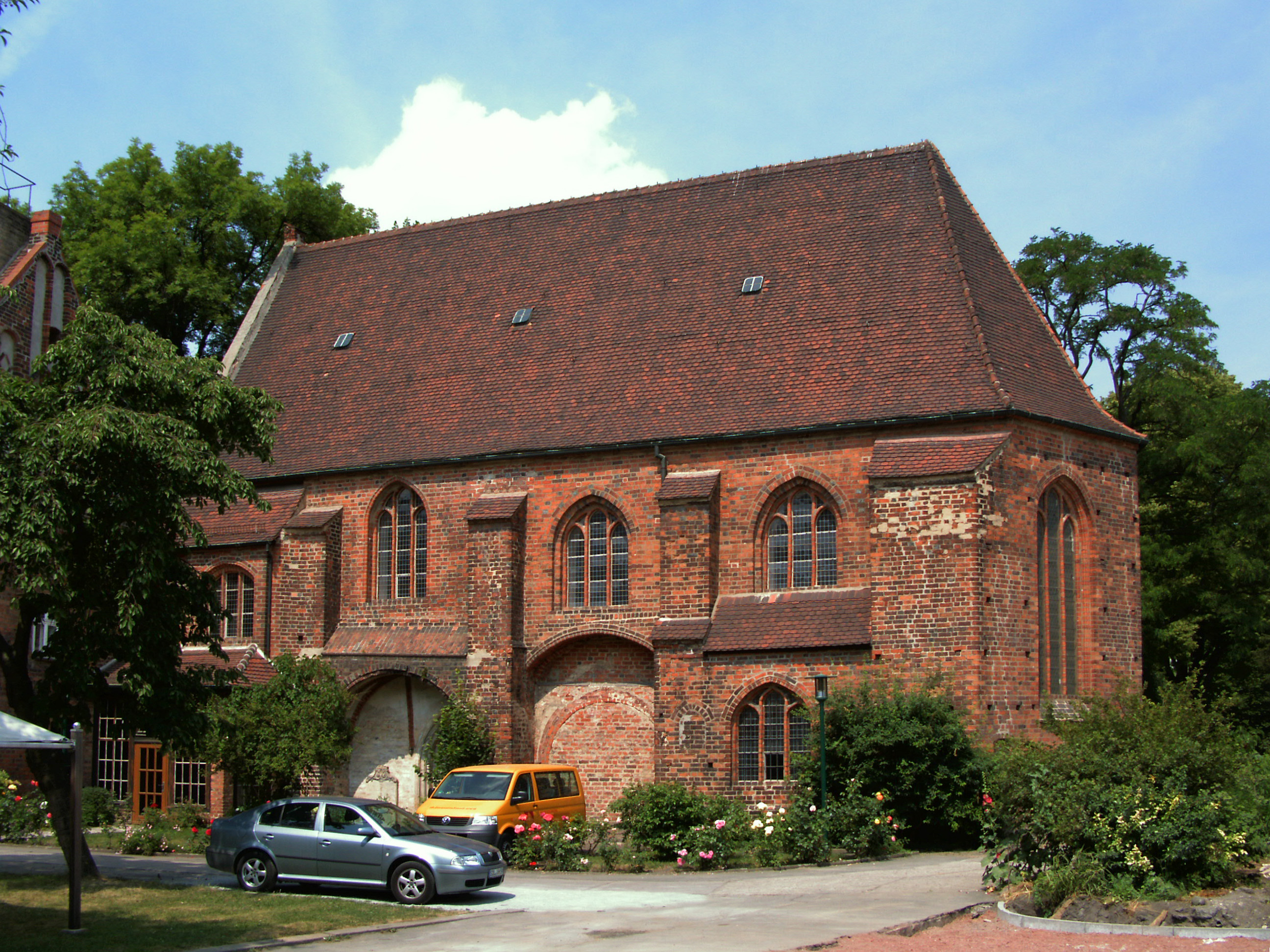
Römisch-katholische Kirche St. Anna

## Religion
Die meisten Einwohner Stendals sind heute konfessionslos.
Im Jahre 2022 gehörten von den 37.406 Einwohnern der Stadt Stendal 12 % der evangelischen und 2,3 % der katholischen Kirche an.
Die evangelischen Christen gehören zum Pfarrbereich St. Jacobi oder zur Stadtgemeinde Stendal, zu der der Dom sowie die Kirchen St. Marien, Paulus, St. Petri und die Dorfkirche Borstel gehören. Zum Pfarrbereich Stendal Südwest gehören das Kirchspiel Stendal Süd-West mit Röxe und Wahrburg und das Kirchspiel Buchholz. Alle Pfarrbereiche gehören zum Kirchenkreis Stendal im Bischofssprengel Magdeburg, der seinen Regionalbischofssitz in Stendal hat und zur Evangelischen Kirche in Mitteldeutschland gehört. Weitere evangelische Kirchengemeinden befinden sich den Ortschaften.
Stendal ist Sitz eines gleichnamigen katholischen Dekanates im Bistum Magdeburg sowie der Pfarrei St. Anna, zu der in Stendal die gleichnamige spätgotische Kirche aus dem 15. Jahrhundert am Mönchskirchhof gehört.
Die Selbständige Evangelisch-Lutherische Kirche hat eine Gemeinde. Daneben gibt es verschiedene Freikirchen, darunter eine Evangelisch-Freikirchliche Gemeinde (Baptisten), eine Gemeinde der Siebenten-Tags-Adventisten und eine Vineyard-Gemeinde. In Stendal gibt es eine Gemeinde der neuapostolischen Kirche und eine Versammlung der Zeugen Jehovas. Im bundesweiten Vergleich gering ist die Anzahl der Angehörigen des Islam und des Judentums.

## Politik

### Stadtrat
Dem Stadtrat der Hansestadt Stendal gehören 40 Mitglieder an, 11 davon sind Frauen. Nach der Kommunalwahl am 9. Juni 2024 ergab sich folgende Sitzverteilung:
| AfD                 | 12 Sitze |
| CDU                 | 10 Sitze |
| SPD                 | 5 Sitze  |
| LINKE               | 3 Sitze  |
| Freie Stadträte     | 3 Sitze  |
| Bürger für Stendal  | 3 Sitze  |
| GRÜNE               | 1 Sitz   |
| Einzelbew. Radtke   | 1 Sitz   |
| FDP                 | 1 Sitz   |
| Respekt für Stendal | 1 Sitz   |

2015 wurde aufgrund unzulässigerweise ausgegebener Massen-Vollmachten für die Briefwahl zum Stadtrat eine Wiederholung der Briefwahl beschlossen.
Durch Rechtsänderungen hatte sich die Anzahl der Mitglieder des Stadtrates bis zur Kommunalwahl 2014 um 13 Entsandte aus den zuletzt eingemeindeten 13 Ortschaften auf 53 erhöht.
Der Oberbürgermeister ist zusätzlich stimmberechtigtes Mitglied des Stadtrates.

### Oberbürgermeister

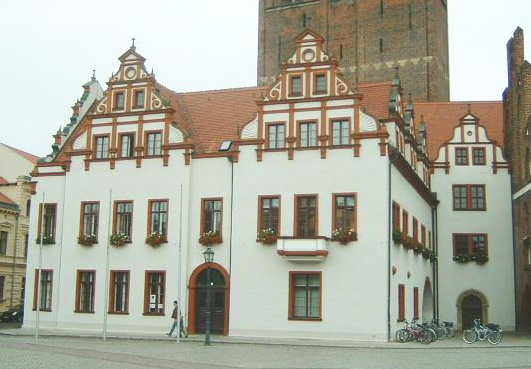
Rathaus von Stendal

Von 2001 bis 2022 war Klaus Schmotz Oberbürgermeister der Stadt. Er wurde 2001 mit 74,9 % der Stimmen gewählt, 2008 und 2015 wurde er in seinem Amt bestätigt. Schmotz war kurz vor seiner ersten Wiederwahl wegen seiner Vita in DDR-Zeiten in die Kritik geraten, weil er als Finanzoffizier im Stab des Grenzkommandos Nord der Grenztruppen der DDR tätig gewesen war.
Bei der Stichwahl am 24. April 2022 wurde der parteilose Bastian Sieler zum neuen Oberbürgermeister gewählt. Er setzte sich mit 55,2 % der gültigen Stimmen gegen seinen Mitbewerber Thomas Weise (CDU) durch.
Oberbürgermeister seit 1990
- 1990–1992: Manfred Haufe (CDU)
- 1992–1994: Hartmut Gebhardt (CDU)
- 1994–2001: Volker Stephan (SPD)
- 2001–2022: Klaus Schmotz (CDU)
- seit 2022: Bastian Sieler (parteilos)

### Wappen

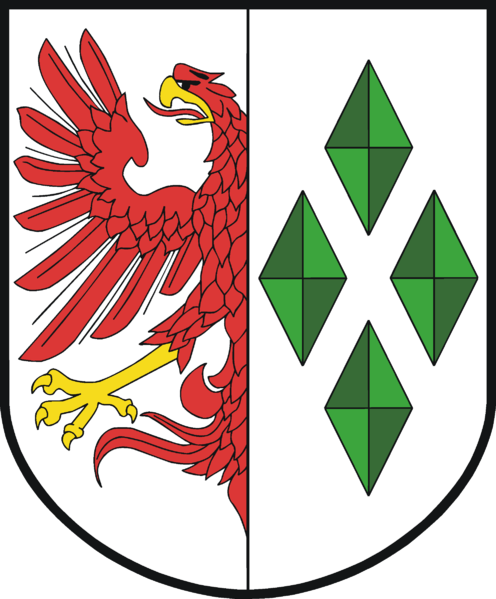
Wappen, DDR-Zeit
Aktuelles Wappen

Das Wappen wurde am 10. Juli 1995 durch das Regierungspräsidium Magdeburg genehmigt.
Blasonierung: „Gespalten in Silber; vorn am Spalt ein roter golden bewehrter Adler, hinten vier (1:2:1) rautenförmige grüne Steine.“
Die Farben der Stadt sind Rot – Silber (Weiß).
Das älteste Stadtsiegel von Stendal, schon 1263 nachweisbar, zeigt eine gezinnte runde Stadtmauer mit offenem Tor, überragt von sechs Türmen, darüber der brandenburgische rote Adler. Das Sekretsiegel des Rates aus dem 14. Jahrhundert zeigt nur den Adler, in jeder Kralle einen rautenförmigen Körper haltend. Das jetzige Stadtwappen erscheint überwiegend seit dem 16. Jahrhundert, zuerst zu Beginn des 15. Jahrhunderts auf den Stendaler Brakteaten, die unter dem ersten Hohenzollern Friedrich I. herausgegeben wurden. Über die Bedeutung der vier Rauten, die einmal als Steine, dann als Gerstenkörner und schließlich als Smaragde bezeichnet wurden, besteht keine Klarheit.

### Städtepartnerschaften
Stendal ist verschwestert mit:
- Puławy, Polen
- Lemgo, Deutschland
- Svitavy, Tschechien
- Grenoble, Frankreich

## Recht
Im Jahre 1992 tagte das Bundesverfassungsgericht in einem seltenen Ausnahmefall in Stendal, als über die zukünftige Betreiberstruktur der Stromversorgung in einer Vielzahl von Städten in den östlichen und nordöstlichen deutschen Bundesländern zu befinden war.

### Südumfahrung Stendal
In der Rechtswissenschaft wurde der Ort durch die Entscheidung des Bundesverfassungsgerichts in der Sache Südumfahrung Stendal bekannt. Aufgrund des Verkehrsausbaus im Rahmen der deutschen Wiedervereinigung musste durch die Gemeinde eine ICE-Trasse gebaut werden. Da sich die Gemeinde hiergegen und gegen enteignende Maßnahmen ihrer Flächen wehrte, was zu erheblichen Verzögerungen geführt hätte, wurde ein Bundesgesetz verabschiedet, welches den Bau der ICE-Strecke nunmehr beschleunigen sowie auch Enteignungen möglich machen sollte. Das Außergewöhnliche hierbei war, dass ein Gesetz erlassen wurde, welches nicht wie üblich, allgemeine Regeln aufstellte, sondern speziell auf die konkrete Situation zugeschnitten wurde. Aufgrund der wichtigen Argumente hinsichtlich der notwendigen Strukturmaßnahmen im Rahmen der Wiedervereinigung wurde das Gesetz als verfassungskonform angesehen und ist nunmehr im Investitionsmaßnahmegesetz als Südumfahrung Stendal grundlegender Teil der juristischen Ausbildung.

## Kultur und Sehenswürdigkeiten

### Denkmale, Begräbnis- und Gedenkstätten
- Denkmal für Johann Joachim Winckelmann
- Büstendenkmal für Gustav Nachtigal
- Gedenktafel im Stendaler Dom für die gefallenen Soldaten und Offiziere aus Stendal während des Deutsch-Französischen Krieges
- Traditionsdenkmal zur Erinnerung an das hundertjährige Bestehen des Magdeburgischen Husaren-Regiments Nr. 10, Altedorfstraße (enthüllt 1923)
- Gedenkstein für die Gefallenen des Ersten Weltkrieges der Kirchgemeinde der Katharinenkirche (ehemalige Klosterkirche, jetzt Musikforum Katharinenkirche)
- Kriegerdenkmal 1914–18 mit der Figur eines kniend betenden Soldaten im nördlichen Seitenschiff der Jacobikirche
- Regimentsdenkmal 1914–18 für die im Ersten Weltkrieg gefallenen Soldaten des in Stendal garnisonierten Magdeburgischen Husaren-Regiments Nr. 10
- Kriegerdenkmal 1914–18 im Ortsteil Börgitz, an der Bundesstraße
- Kriegerdenkmal für die Gefallenen von 1866 und 1914–18 im Ortsteil Staats
- Kriegsgräberstätte für Opfer des Zweiten Weltkriegs auf Städtischem Friedhof (benachbart zur Eisenbahnlinie gelegenes „Bahnfeld“): „In Ehren gedenken wir unserer gefallenen Soldaten“. Auf acht Tafeln finden sich 448 Namen (davon 165 mit Todesdatum nach 8. Mai 1945). Die Inschrift einer Tafel lautet: „Die deutschen Heimatvertriebenen gedenken in Ehrfurcht der Opfer von Flucht und Vertreibung sowie ihrer Gefallenen“.
- Großes Massengrab (jetzt Rasenfläche) für zivile Bombenopfer von Stendal auf Städtischem Friedhof, mit Mahnmal von 1966 „DIE TOTEN MAHNEN. 1945“. Erklärungen oder Namenstafeln fehlen.
- Grabstätte (Kameradengrab) für die 31 im Jahre 1995 zum Städtischen Friedhof überführten Verstorbenen vom Lazarett des Fliegerhorstes Borstel
- Gedenktafel in der Petrikirche für alle Opfer beider Weltkriege
- Gedenkstein von 1969 im August-Bebel-Park für die Opfer des Faschismus
- Gedenktafel von 1951 an der Arneburger Straße 27 (zu DDR-Zeiten Robert-Dittmann-Straße) zur Erinnerung an den kommunistischen NS-Gegner Robert Dittmann, der 1942 im KZ Sachsenhausen ermordet wurde. Die Tafel wurde nach 1989 entfernt.
- Sowjetischer Ehrenfriedhof im Stadtteil Röxe für 262 Rotarmisten, sowjetische Kriegsgefangene und Zwangsarbeiter
- Baumdenkmal für die Deutsche Einheit im Ostpark zwischen Ostwall und Parkstraße.[23]

### Stolpersteine
Es gibt in der Stadt sechs Stolpersteine, zwei in der Hallstraße, zwei in der Grabenstraße sowie einer in der Breiten Straße und einer in der Karlstraße. Ungewöhnlich dabei ist, dass der Rechtsanwalt Julius Charig sowohl einen Stein vor seiner ehemaligen Kanzlei (Karlstraße) als auch seinem Wohnhaus (Grabenstraße 4) hat. An der Ecke Bruchstraße/Ostwall gibt es eine Gedenktafel für die Synagoge. Das Gebäude existiert noch und wird als Wohnhaus genutzt.

### Theater

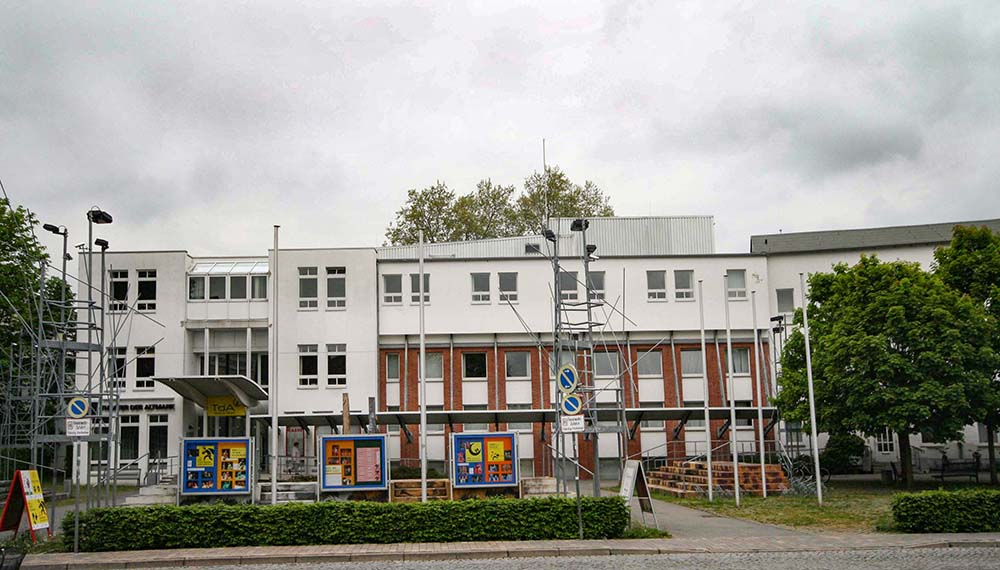
Theater der Altmark

Kulturelles Zentrum der Stadt und der gesamten Region ist das Theater der Altmark. Es wurde 1946 gegründet und engagiert sich stark im Bereich des Kinder- und Jugendtheaters. Neben den eigenen Theateraufführungen finden regelmäßig Gastspiele verschiedener Musik- und Tanztheater statt. Weiterhin gibt es eine Sinfoniekonzertreihe und es werden Theaterbälle, Konferenzen und andere Veranstaltungen ausgerichtet.
Neben dem Theater der Altmark besteht seit 1998 die Kunstplatte als kulturelles Zentrum für Jugendliche im Stadtteil Stadtsee. Zwischen beiden Häusern bestehen seit 2005 Kooperationsverträge.
Im Musikforum Katharinenkirche finden jährlich etwa 50 Veranstaltungen, darunter Konzerte und Kabarettveranstaltungen statt.

### Museen

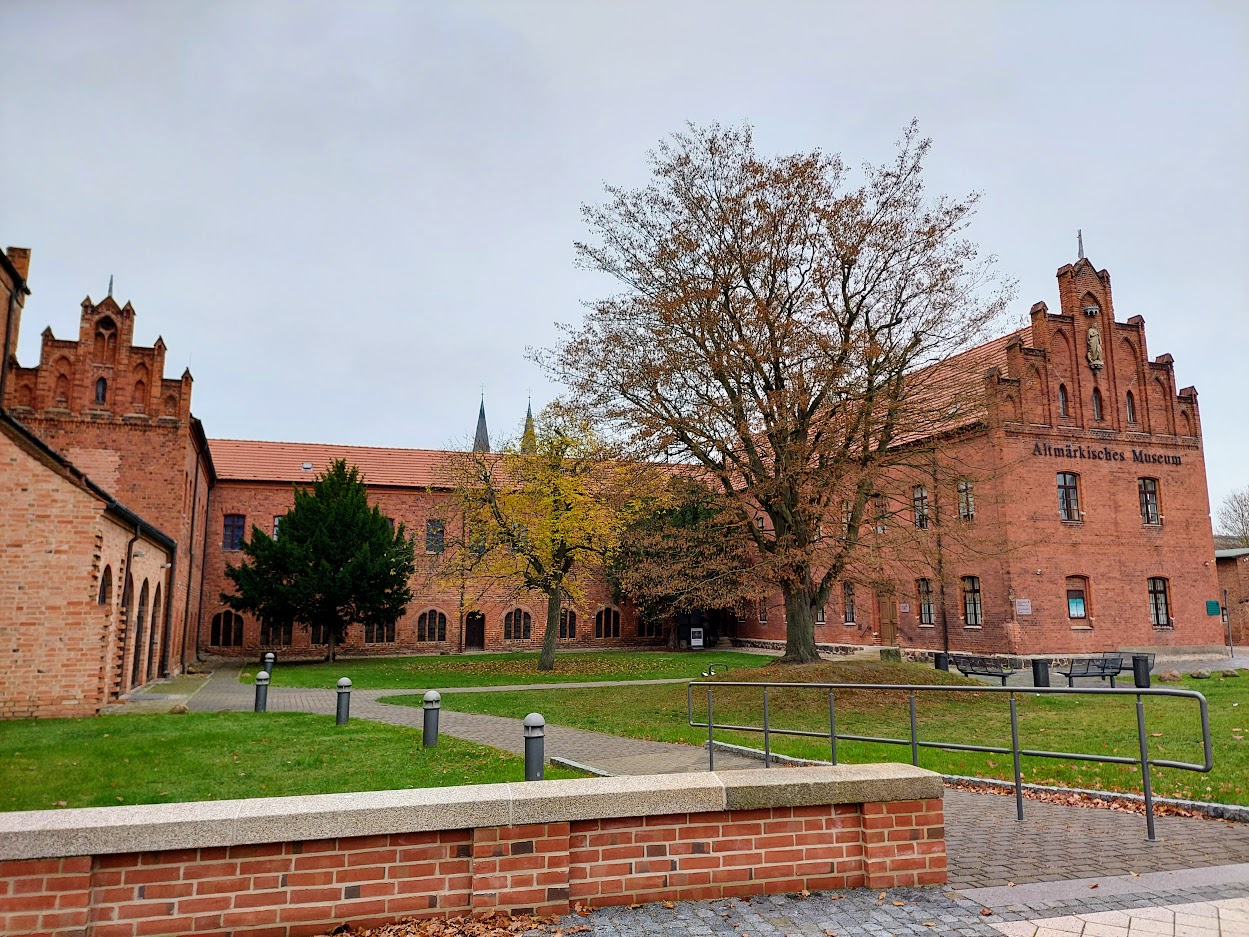
Altmärkisches Museum

- Das Winckelmann-Museum befindet sich in der Altstadt, an der Stelle des Geburtshauses von Johann Joachim Winckelmann, und ist auch Sitz der Winckelmann-Gesellschaft. Ausgestellt werden biografische Dokumente, Werkausgaben, Zeichnungen und Druckgrafiken sowie griechische Plastiken (Gipsabgüsse) und antike Kleinkunst. Regelmäßig finden Sonderausstellungen zur Archäologie und zur Kunstgeschichte besonders des 18. und 19. Jahrhunderts bis zur modernen Kunst statt.
- Das Altmärkische Museum in den Gebäuden des ehemaligen Katharinenklosters zeigt Exponate zur Geschichte und Kulturgeschichte der Stadt Stendal und der Altmark, die von der Ur- und Frühgeschichte bis zur Gegenwart reichen. Dazu gehören unter anderem vorgeschichtliche Funde aus der Region, Exponate zur Kultur der Hansestadt, sakrale Plastiken, romanische Kleinkunst und stadtarchäologisches Fundmaterial.
- Das Landesfeuerwehrmuseum Sachsen-Anhalt präsentiert die Entwicklung des Feuerlöschwesens vom Ledereimer bis zum modernen Löschfahrzeug. Der Schwerpunkt liegt auf Löschfahrzeugen der Deutschen Demokratischen Republik.

### Tiergarten

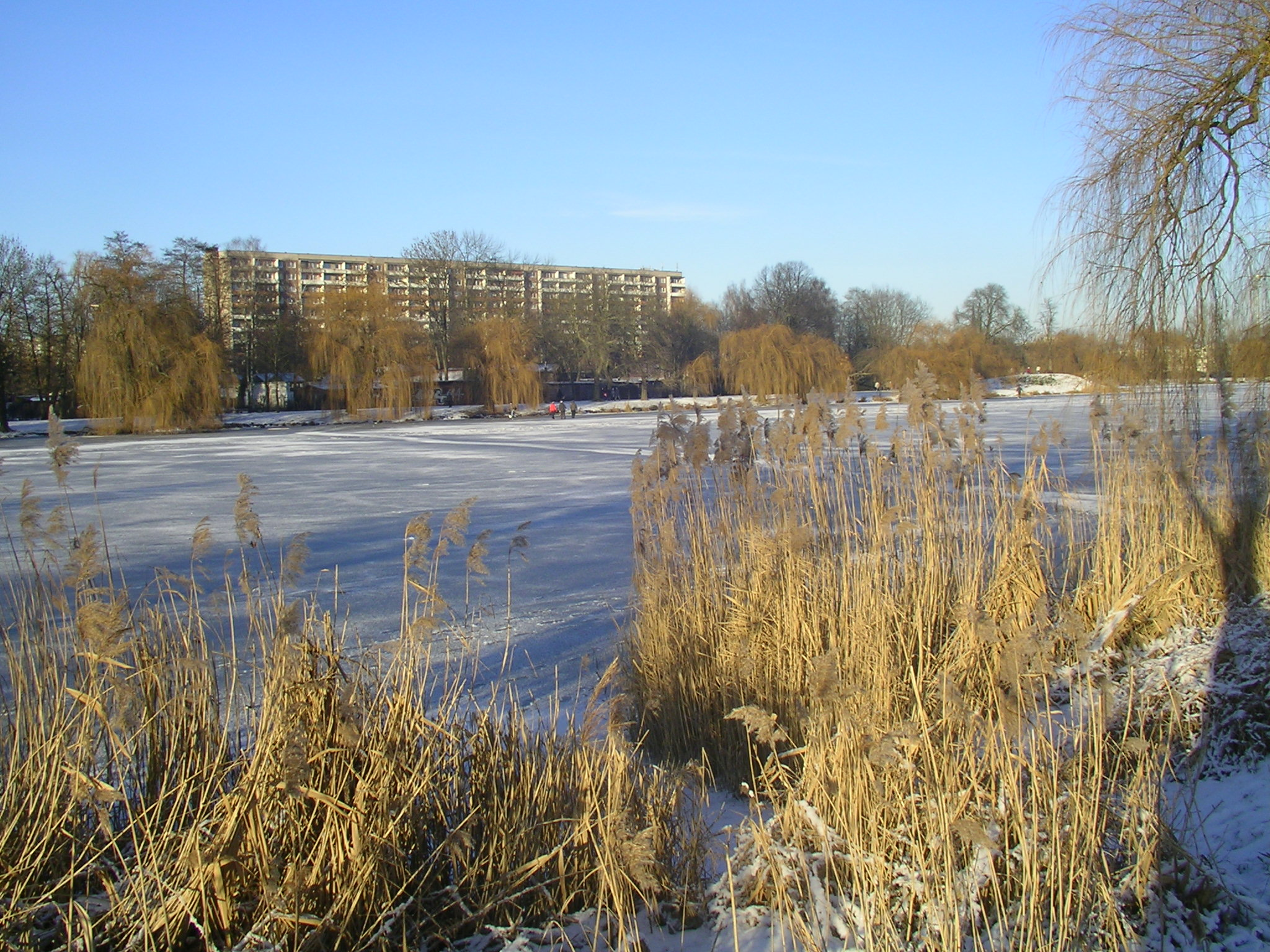
Der zugefrorene Stendaler Stadtsee im Januar – vor dem Hochhaus befindet sich der Tiergarten

Der etwa sechs Hektar große am Stadtsee gelegene Tiergarten wurde 1952 wiedereröffnet.

### Bauwerke

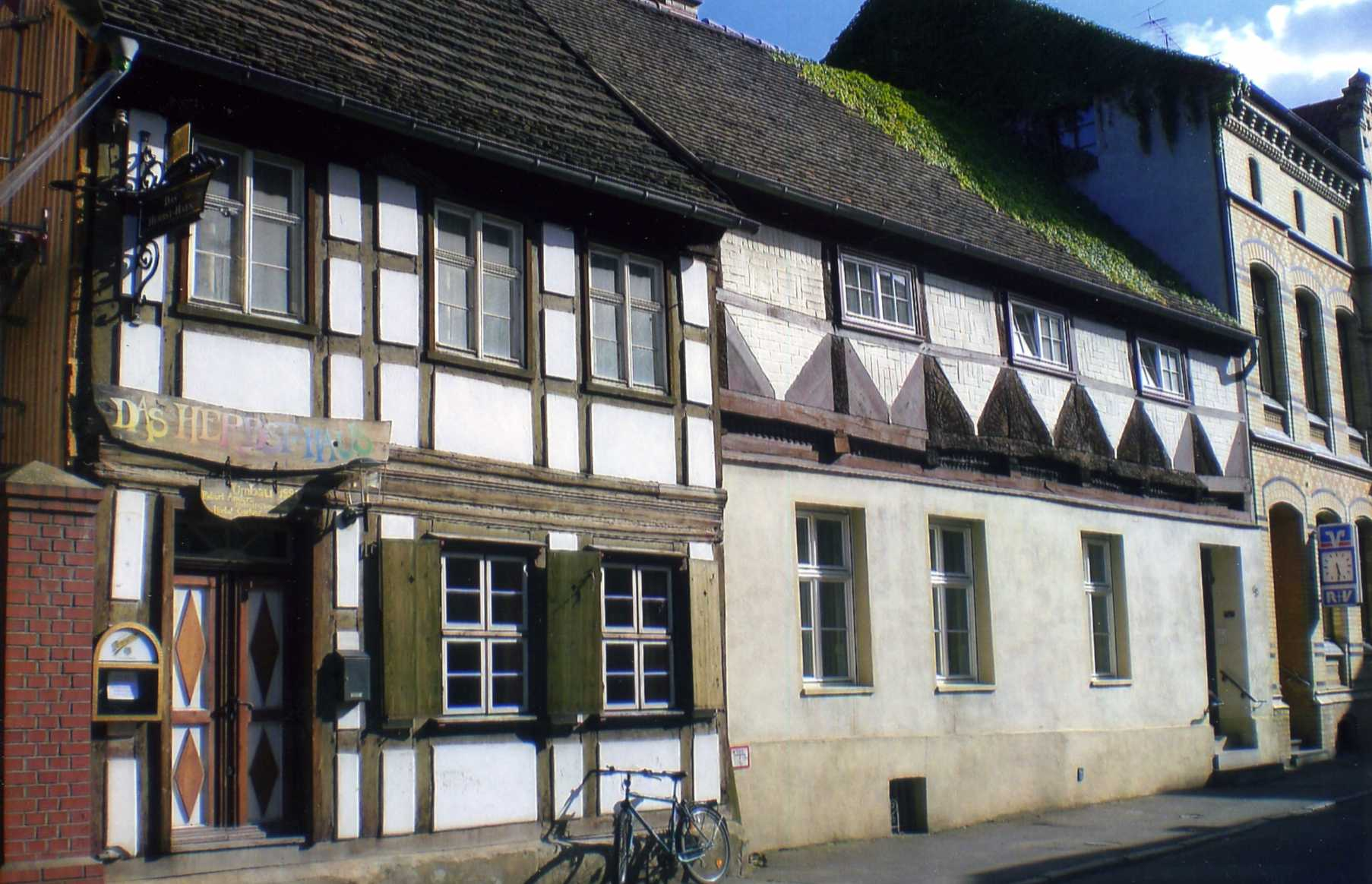
Fachwerkhäuser in der Altstadt

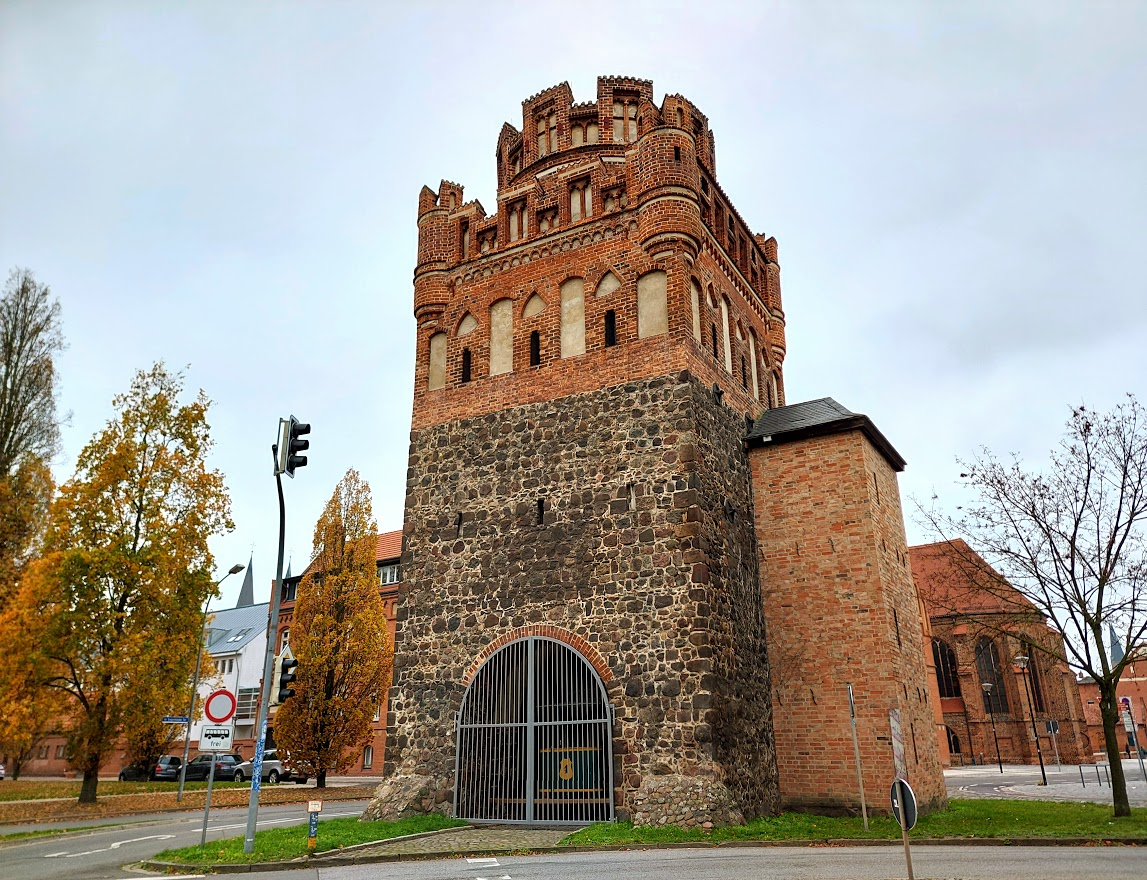
Tangermünder Tor

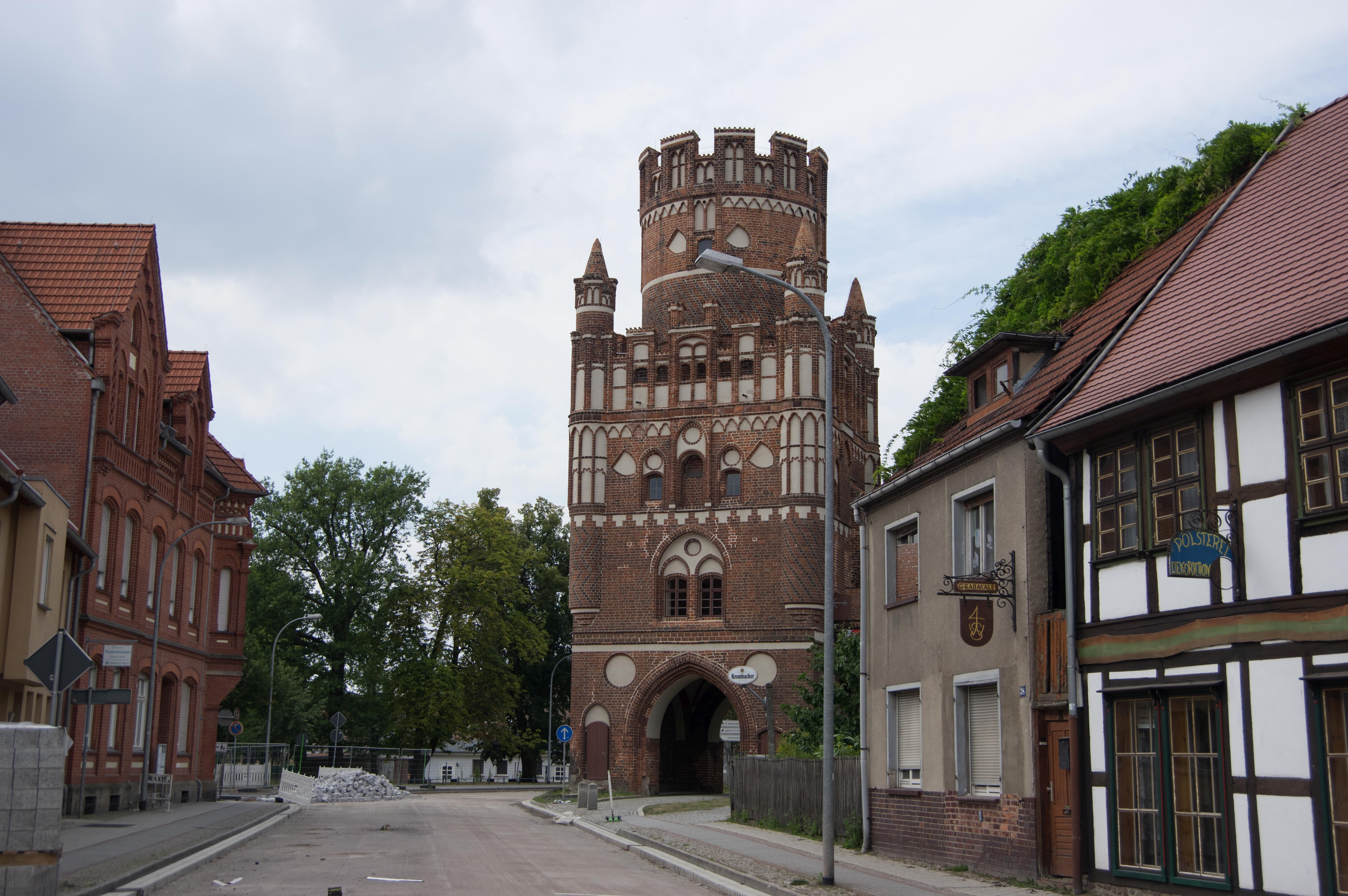
Uenglinger Tor

Sehenswert sind mehrere Gebäude im Stil der Backsteingotik:
- Stiftskirche („Dom“) St. Nikolaus
- Marienkirche
- Jacobikirche
- Petrikirche
- St.-Anna-Kirche des ehemaligen Franziskanerinnen-Klosters, erbaut in der zweiten Hälfte des 15. Jahrhunderts
- Rathaus mit Rolandstatue.
- Stadtbibliothek Stendal im Refektorium des ehemaligen Franziskaner-Klosters
- Katharinenkirche und -Kloster ,[46] heute Konzerthalle „Musikforum“ und Altmärkisches Museum, 1456 Benediktinerinnen, 1469 Augustinerinnen, nach 1500 evangelische Benediktinerinnen
- Das Uenglinger Tor und das Tangermünder Tor sind von der mittelalterlichen Stadtbefestigung erhalten und können besichtigt werden.
- Pulverturm, Wehranlage als Rest der alten Stadtbefestigung, um 1450 in den Wallanlagen auf einem Sockel aus Findlingen erbaut. Er diente ab 1722 als Pulvermagazin und wurde 1990 renoviert.[47]
- Das St.-Gertrud-Hospital vor dem Uenglinger Tor mit gotischer Kirche wurde im 14. Jahrhundert errichtet.
- Fachwerkhäuser aus dem 17./18. Jahrhundert in der Altstadt
- Kaufhaus Ramelow im Bauhaus-Stil

### Stendal als Pseudonym
Der französische Schriftsteller Marie-Henri Beyle (1783–1842) benutzte seit 1817 das Pseudonym Stendhal, um möglicherweise seine Verehrung für den in Stendal geborenen Johann Joachim Winckelmann zum Ausdruck zu bringen. Die Städtepartnerschaft mit Grenoble reflektiert diesen Umstand, denn dort wurde Marie-Henri Beyle geboren.

### Regelmäßige Veranstaltungen
Das „Rolandfest“ findet einmal jährlich im Juni statt.
Das „Kinder- und Familienfest am Stadtsee“ findet einmal jährlich im September statt.
Der Weihnachtsmarkt findet einmal jährlich im Dezember statt.

### Freizeit- und Sportanlagen
- Im „Stadion am Hölzchen“ (Wilhelm-Helfers-Kampfbahn) (6.000 Plätze, davon 1.000 Sitzplätze) trägt der Fußballverein 1. FC Lok Stendal seine Spiele aus. In den 1950er und 1960er Jahren gehörte die damalige BSG Lokomotive Stendal lange Zeit der DDR-Oberliga an. Außerdem findet im „Stadion am Galgenberg“ seit 2013 der „Stendaler Hanse-Cup“ statt, eine internationale Leichtathletik-Veranstaltung für Senioren-Mehrkämpfer. Ausrichter ist der Stendaler LV 1892.

## Infrastruktur

### Schienenverkehr

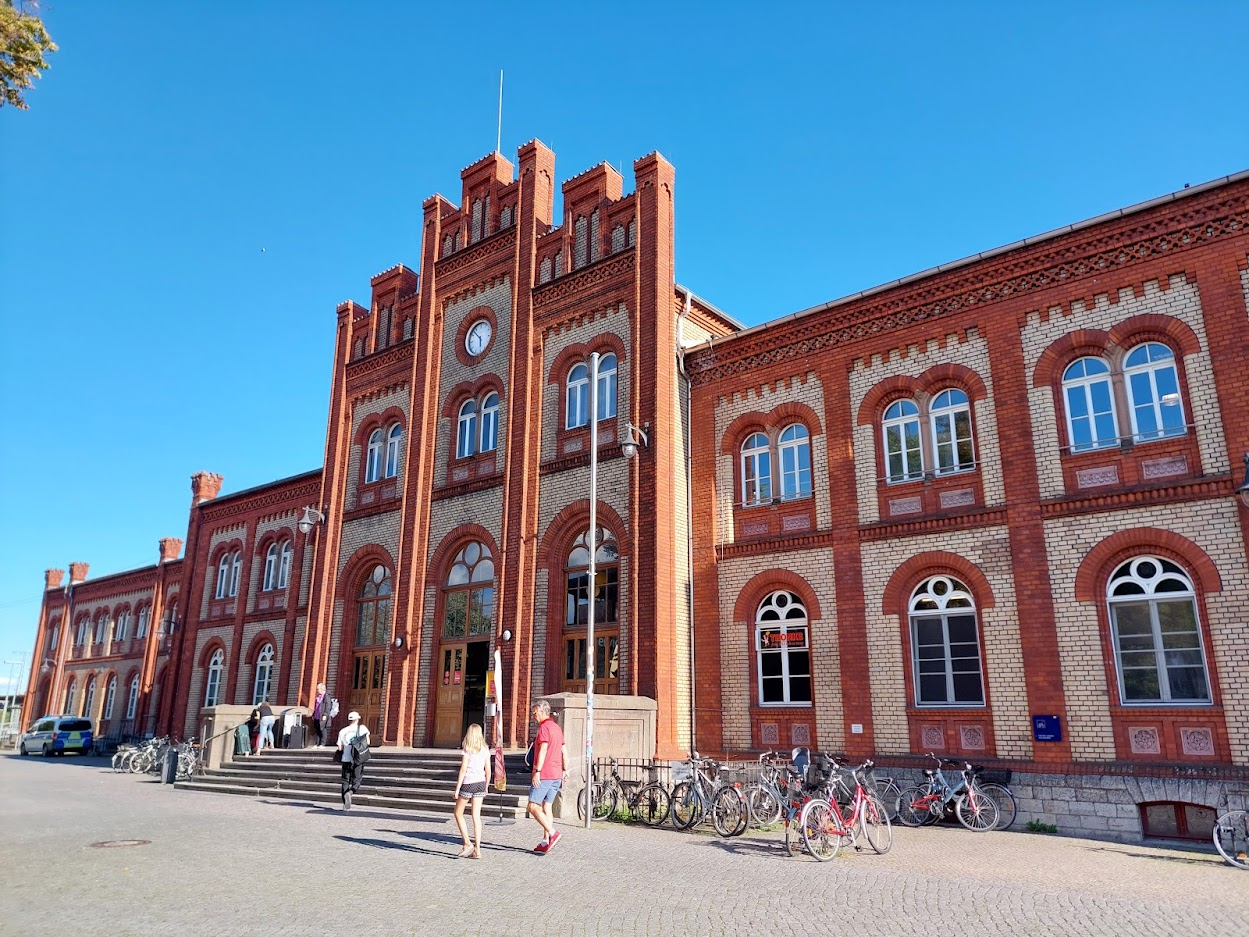
Hauptbahnhof Stendal

Stendal Hauptbahnhof ist der wichtigste SPNV-Knoten im Norden Sachsen-Anhalts. Im Personenfernverkehr halten hier Intercity- und Intercity-Express-Züge.
Im Stadtgebiet befinden sich neben dem Hauptbahnhof die Stationen Stendal-Stadtsee und Stendal Hochschule an der Strecke nach Wittenberge und der Haltepunkt Stendal Vorbahnhof an der Strecke nach Tangermünde.
Der Schienennahverkehr wird im Auftrag der Nahverkehrsservice Sachsen-Anhalt GmbH durch verschiedene Gesellschaften übernommen:
- Die S-Bahn S1 gehört zur S-Bahn Mittelelbe, der Betreiber ist DB Regio Südost. Die Triebwagen der Baureihe 425 verkehren auf der Strecke Wittenberge – Stendal – Magdeburg – Schönebeck-Bad Salzelmen.
- Der Regional-Express RE4 verkehrt auf der Strecke Stendal – Rathenow – Berlin – Jüterbog und wird von DB Regio Nordost betrieben. Stendal wird dabei alle zwei Stunden angefahren.
- Der Regional-Express RE20 wird durch die DB Regio Südost betrieben. Der Streckenverlauf ist Uelzen – Salzwedel – Stendal – Magdeburg.
- Die Regionalbahnen RB33 und RB34 werden durch die Hanseatische Eisenbahn betrieben. Diese verkehren auf den Strecken Stendal – Tangermünde und Rathenow – Schönhausen (Elbe) – Stendal.
- Die Regionalbahn RB35 Stendal – Gardelegen – Oebisfelde – Wolfsburg betreibt die Regionalverkehre Start Deutschland.

### Nahverkehr
Der öffentliche Personennahverkehr wird unter anderem durch den PlusBus des Bahn-Bus-Landesnetz Sachsen-Anhalt erbracht. Folgende Verbindungen führen, betrieben von der Stendalbus und Nahverkehrsgesellschaft Jerichower Land, ab Stendal:
- Linie 790: Stendal ↔ Fischbeck ↔ Jerichow ↔ Redekin ↔ Scharteucke ↔ Genthin
- Linie 900: Stendal ↔ Fischbeck ↔ Schönhausen ↔ Klietz ↔ Havelberg ↔ Glöwen

Der innerstädtische Personennahverkehr wurde von 1892 bis 1926 durch die Stendaler Straßenbahn AG bedient. Zwischenzeitlich erfolgte die Bedienung durch die Altmark Bus GmbH, die zur Zeitfracht gehört.
Seit dem 1. November 2010 betreibt stendalbus mit sieben Linien den innerstädtischen öffentlichen Personennahverkehr und mit 34 Regionalverkehrslinien den Nahverkehr im Landkreis.

### Straßenverkehr
Bei Stendal kreuzen sich die Bundesstraße 189 (Magdeburg–Wittenberge) und die Bundesstraße 188 (Rathenow–Gardelegen). Geplant ist die Weiterführung der Bundesautobahn 14 („Altmark-Autobahn“) von Magdeburg über Stendal nach Schwerin.

### Luftverkehr

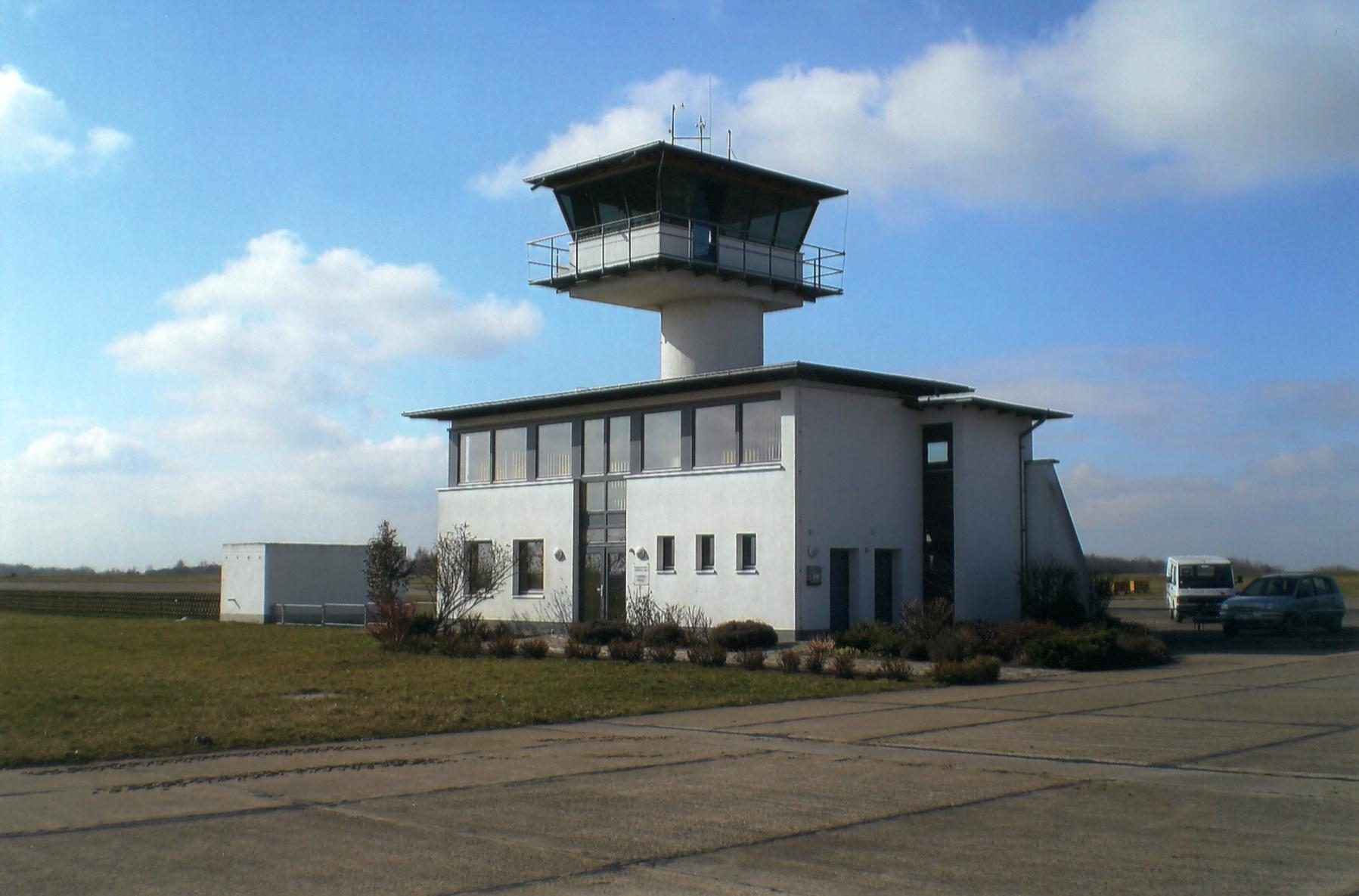
Tower Stendal

Der Verkehrslandeplatz Stendal (Kennung: EDOV) ist der meistfrequentierte Flugplatz Sachsen-Anhalts. Neben der privaten Sportfliegerei wird er auch von Geschäftsfliegern sowie von der Bundespolizei und der Bundeswehr genutzt.

### Trinkwasserversorgung
Die Gewinnung, Aufbereitung und Verteilung des Trinkwassers wird von den Stadtwerken Stendal übernommen. Das Trinkwasser für Stendal wird ausschließlich aus Grundwasser gewonnen. In zwei Wasserwerken (Heeren und Uenglingen) werden jährlich 1,9 Mio. m³ Rohwasser gewonnen und aufbereitet. Die Brunnen reichen bis in eine Tiefe von 100 m.
Nach der Aufbereitung gelangt das Trinkwasser in das 226 km lange Leitungsnetz. Hier sind 3 Wasserspeicher mit einem Gesamtvolumen von 3.100 m³ eingebaut, die Verbrauchsspitzen abdecken und auch der Druckerhaltung im Netz dienen.
Die Gesamthärte liegt je nach Wasserwerk zwischen 2,7 und 3,2 mmol/l (15,0 bis 17,8 °dH) und fällt damit in den Härtebereich hart. Der Brutto-Verbrauchspreis beträgt 1,67 Euro je Kubikmeter.

### Abwasserentsorgung
Im Jahr 1901 wurden in Stendal erstmals Abwasserkanäle gelegt, Regenwasser wurde über ein separates Leitungsnetz in die Uchte geleitet. Die Schmutzwasserkanäle wurden ab 1924 an Rieselfelder im Norden der Stadt angeschlossen, wo das Abwasser im Boden versickerte und auf diesem Wege gereinigt wurde. 1956 ging eine erste mechanische Kläranlage am Stadtforst in Betrieb.
Heute fällt die Ableitung und Reinigung des anfallenden Abwassers in den Zuständigkeitsbereich der Stadtwerke Stendal. Das 116 Kilometer lange Kanalsystem mit 30 Pumpwerken befördert das Abwasser zum zentralen Klärwerk am Arnimer Damm . Die Anlage wurde ab 1989 gebaut und 1993 in Betrieb genommen.

## Öffentliche Einrichtungen

### Bildungseinrichtungen
- Hochschule

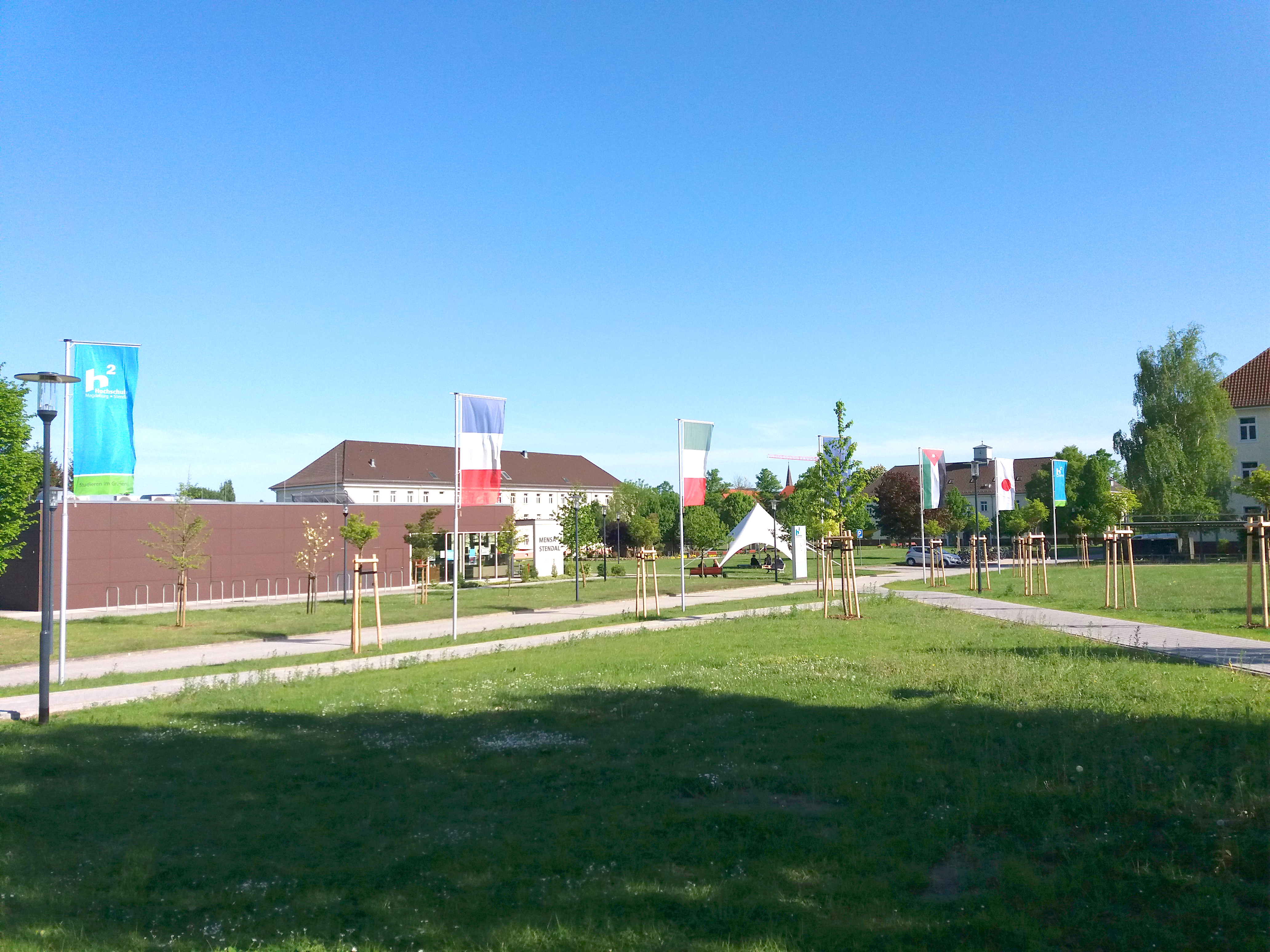
Campus der Hochschule

  - Hochschule Magdeburg-Stendal (FH) „h²“
- Gymnasien
  - Rudolf-Hildebrand-Gymnasium
  - Winckelmann-Gymnasium
  - Privatgymnasium Stendal
  - Fachgymnasien für Wirtschaft bzw. Gesundheit und Soziales in der Berufsbildenden Schule II

- Sekundarschulen
  - Diesterweg-Sekundarschule
  - Komarow-Sekundarschule
  - Sekundarschule „Am Stadtsee“ (1973–1990 POS „Otto-Grothewohl-Schule“)
  - Sekundarschule „Comenius Stendal“ (ab 1931 als Oberlyzeum; 1953–1990 Russischschule „Comenius-Schule“; 1991–2002 „Comenius Gymnasium“)
  - private Sekundarschule
- Grundschulen
  - Grundschule Goethestraße (Ganztagsschule)
  - Grundschule „Juri Gagarin“
  - Grundschule „Am Stadtsee“
  - Grundschule „Nord“
  - Grundschule „Petrikirchhof“
  - Bilinguale Grundschule „Altmark“ (Ganztagsschule)
- Förderschulen
  - Helen-Keller-Schule, Förderschule für Geistigbehinderte
  - Pestalozzischule, Förderschule für Lernbehinderte
- Berufsbildende Schulen
  - Berufsbildende Schule I – Europaschule

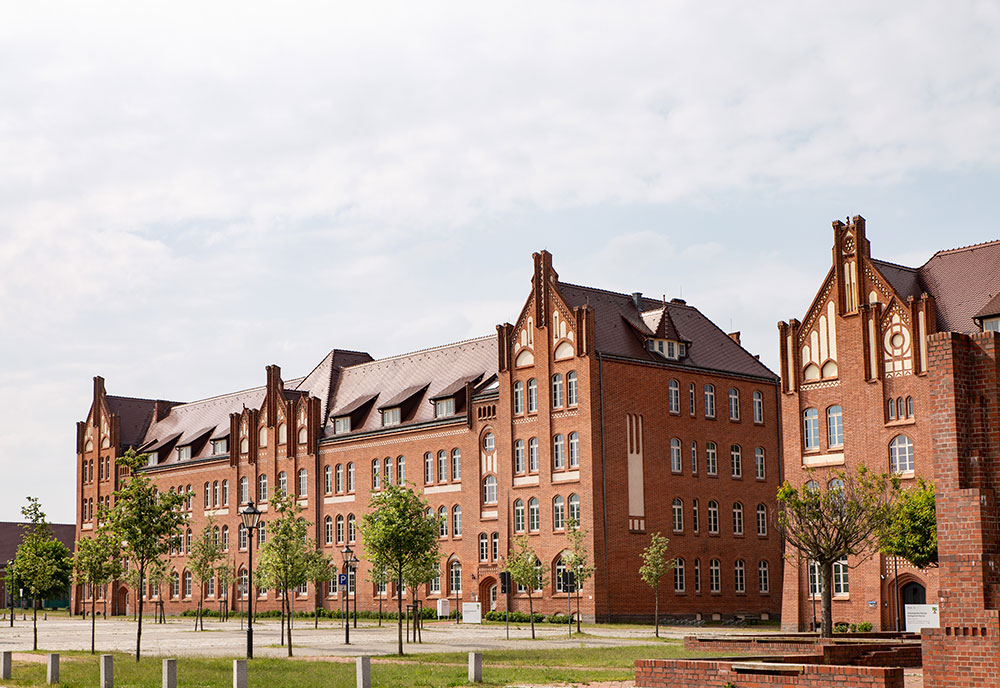
Justizzentrum „Albrecht der Bär“ Scharnhorststraße 44

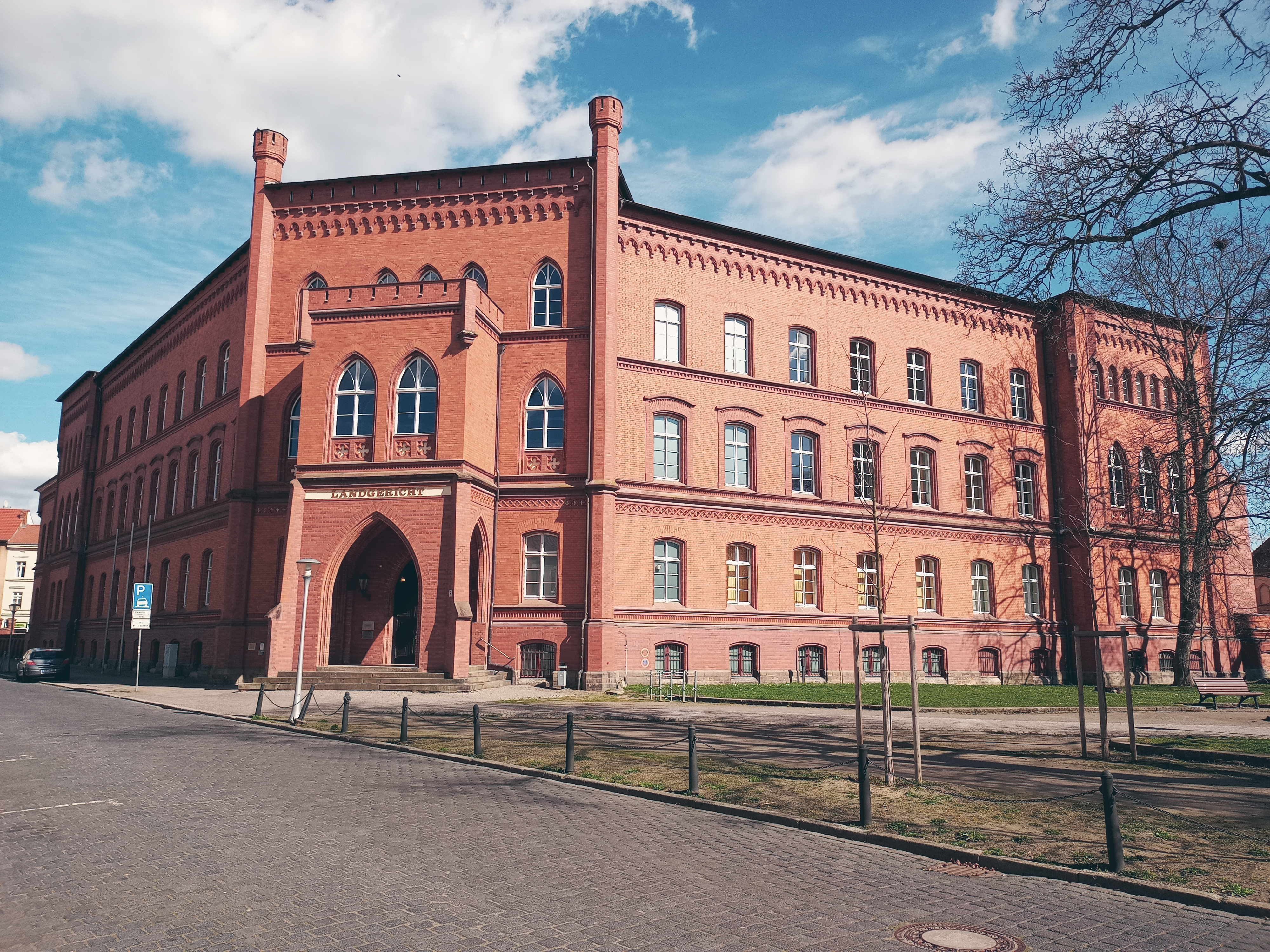
Landgericht Stendal

  - Berufsbildende Schule II

- Bildungseinrichtungen der Stadt
  - Volkshochschule Stendal
  - Musik- und Kunstschule
  - Berufsbildungswerk Stendal

### Justiz
Das Justizzentrum „Albrecht der Bär“ ist in ehemaligen Kasernengebäuden in der Scharnhorststraße 40–44 untergebracht, die Anfang des 20. Jahrhunderts errichtet worden sind. Hier befinden sich das Amtsgericht Stendal mit dem Grundbuchamt und dem Zentralen Registergericht des Landes Sachsen-Anhalt, die Staatsanwaltschaft Stendal, das Arbeitsgericht Stendal, das Zentrale Altaktenlager Sachsen-Anhalt – Nord - sowie der Landesbetrieb Bau – Niederlassung Nord.
- Landgericht Stendal
- Amtsgericht Stendal
- Arbeitsgericht Stendal

## Vereine
Zu den bekanntesten Sportvereinen zählt der 1. FC Lok Stendal, der vor allem durch seine Fußballabteilung regional und überregional bekannt ist. Ebenfalls bedeutend ist der Stendaler Leichtathletikverein 92 e.V., der ein breites Spektrum an Sportarten wie Leichtathletik und Volleyball anbietet. Freunde des Handballs finden mit dem HV Lok Stendal einen traditionsreichen Verein in der Stadt. Darüber hinaus sind der Tennisclub Blau-Weiß Stendal und der Post Sportverein Stendal e.V. wichtige Einrichtungen für die Förderung des Breiten- und Leistungssports.
Auch für die Jugendarbeit bietet Stendal zahlreiche Möglichkeiten. Der Bund der Pfadfinderinnen und Pfadfinder ist mit dem Stamm Albrecht der Bär vor Ort aktiv und engagiert sich in der Jugendbildung und ermöglicht Kindern und Jugendlichen Aktivitäten in der Natur, Gemeinschaft und sozialer Verantwortung.
Im kulturellen Bereich setzt sich der Kunstverein Stendal für die Förderung zeitgenössischer Kunst ein und organisiert regelmäßig Ausstellungen sowie Workshops. Der Heimatverein Stendal widmet sich der Pflege regionaler Traditionen und der Bewahrung der Stadtgeschichte.
Zudem leisten soziale Organisationen wie die Freiwillige Feuerwehr Stendal und der DRK-Ortsverband Stendal einen wertvollen Beitrag zum Gemeinwohl.

## Persönlichkeiten

### Ehrenbürger
- 1853: Christoph Friedrich Ferdinand Haacke (1781–1855), Direktor des Gymnasiums der Stadt
- 1872 und 1895: Otto Fürst von Bismarck (1815–1898), im heutigen Landkreis Stendal geboren
- 1894: Friedrich Hermann Haacke (1824–1899), Leiter des Johanniter-Krankenhauses und Königlicher Kreisphysikus, widmete sich der Bekämpfung von Choleraepidemien, die im 19. Jahrhundert in Stendal wüteten. Ihm zu Ehren wurde der Haacke-Brunnen am Sperlingsberg errichtet.
- 1964, 11. Januar (posthum): Arthur Schulz (1885–1963), Gymnasiallehrer, Direktor des Winckelmann-Gymnasiums, Winckelmann-Forscher
- 1995, 7. Mai: Eugenia Jütting (1907–2004) und Hans Jütting (1909–1999), Gründer der Hans und Eugenia Jütting Stiftung. Der Geschäftsmann Hans Jütting war 1930 nach Kanada ausgewandert, seiner Heimatstadt jedoch immer verbunden geblieben. Mit einer großzügigen Spende in den 1980er Jahren gelang es ihm, die Katharinenkirche vor dem endgültigen Verfall zu retten.
- 2017, 10. Juli: Hans-Jürgen Kaschade (* 1940), Gründungsrektor der Hochschule Magdeburg-Stendal, Stiftungsgründer der H. und H. Kaschade-Stiftung, sowie Initiator des Literaturhilfswerks zur Verbreitung der deutschen Sprache[55]

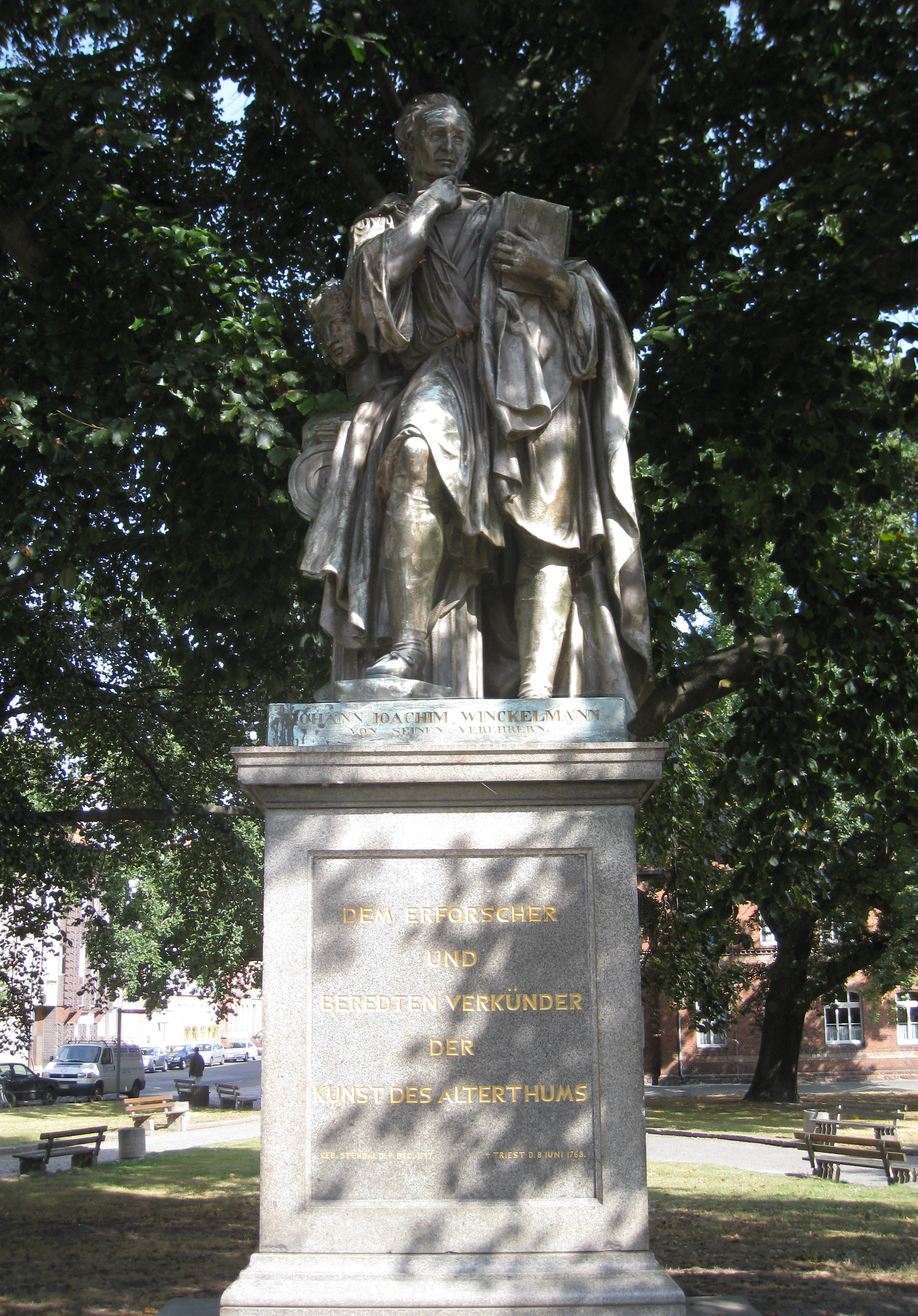
Denkmal für Johann Joachim Winckelmann in Stendal

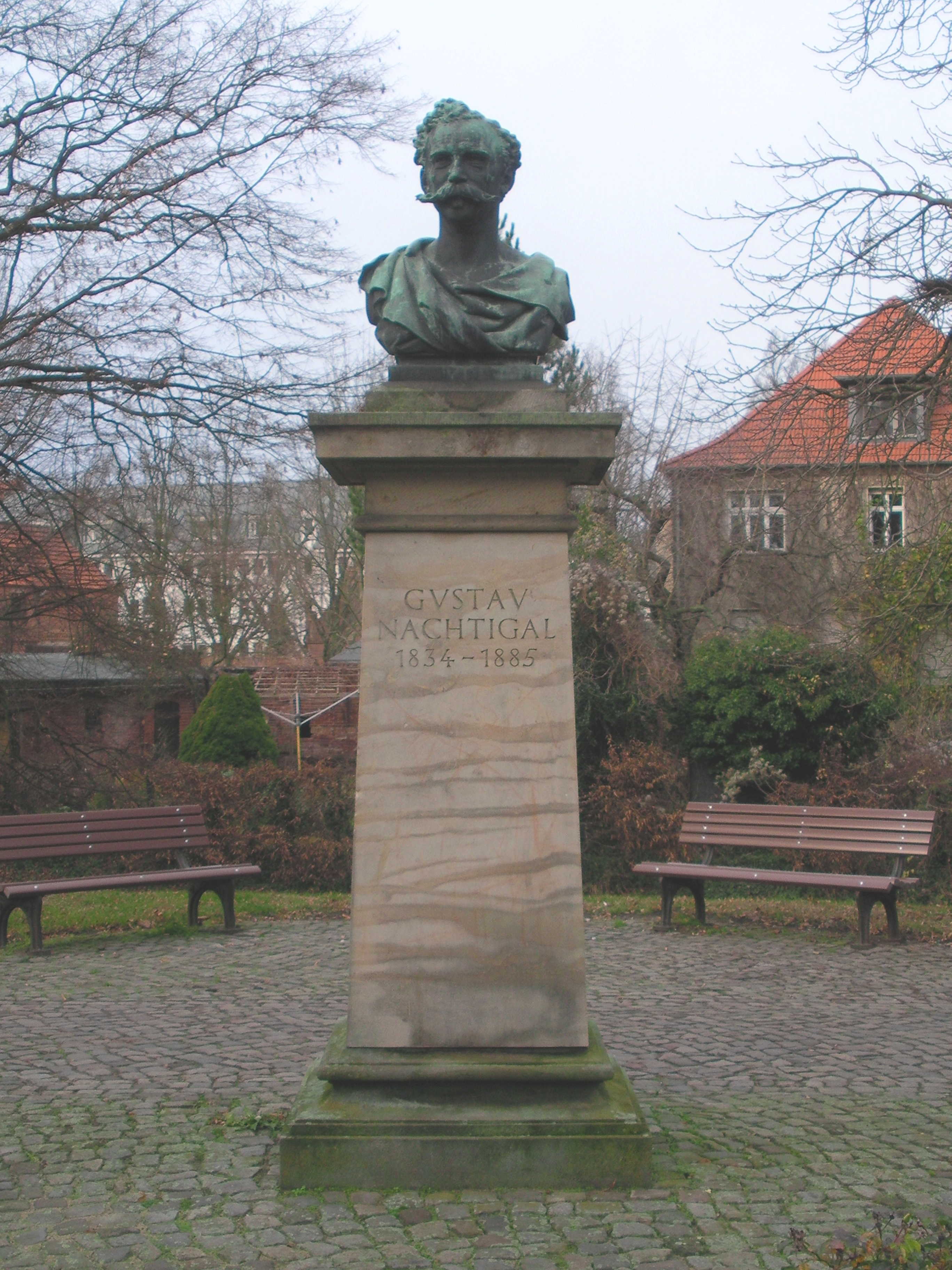
Denkmal für Gustav Nachtigal

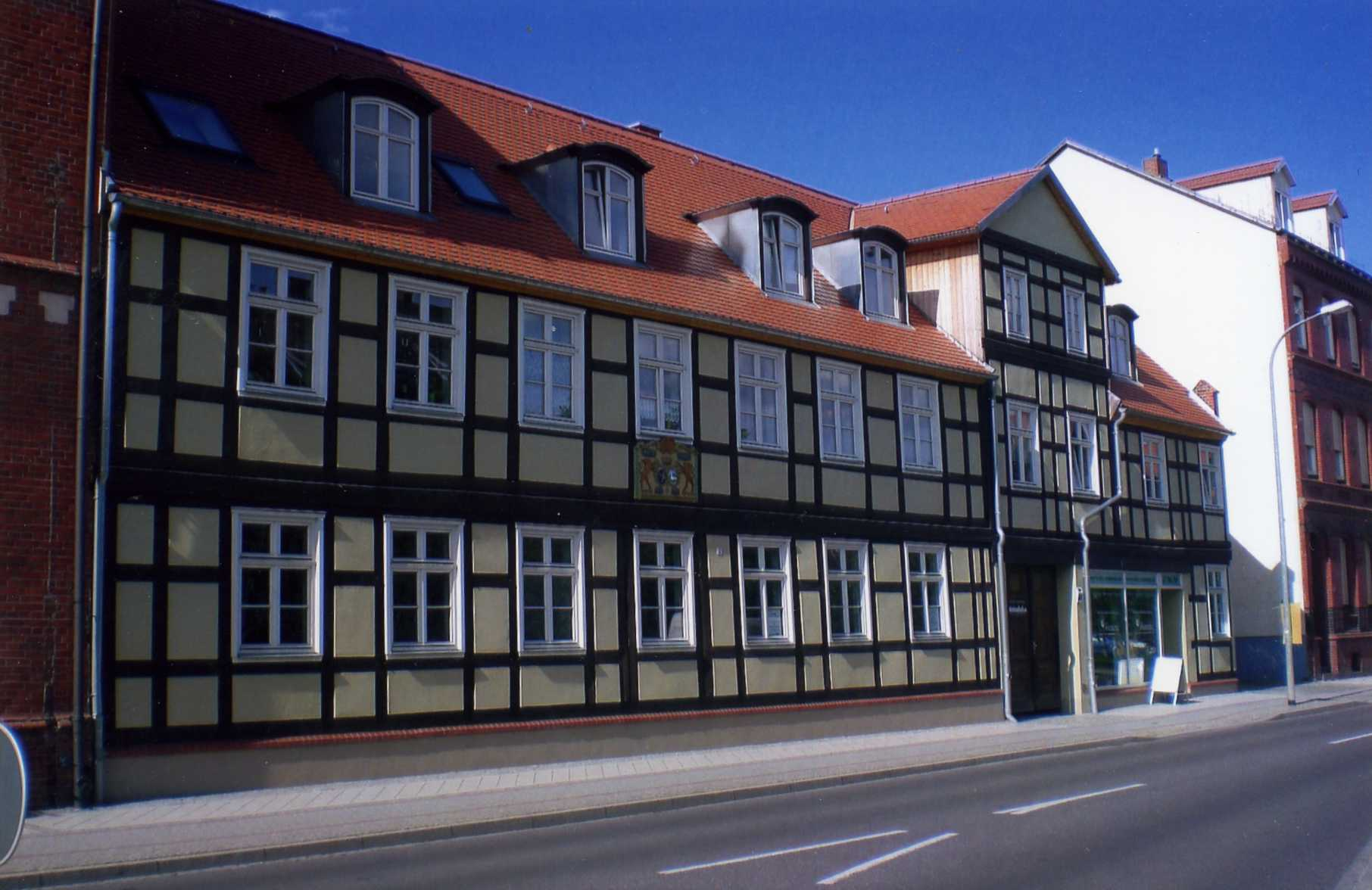
Freihaus des Generals du Moulin

### Söhne und Töchter der Stadt
- Siehe Liste von Söhnen und Töchtern Stendals

### Personen, die mit der Stadt in Verbindung stehen
- Albrecht der Bär (um 1100–1170), Markgraf von Brandenburg, „Gründer“ der Stadt
- Heinrich von Gardelegen (um 1150–1192), Gründer des Kollegiatstifts St. Nikolai in Stendal
- Johann Lüdecke (um 1510–1559), Generalsuperintendent in Stendal
- Germanus Luidtke (1592–1672), Bürgermeister in Stendal
- Daniel Bernhardi (1622–1707), Generalsuperintendent in Stendal
- Johann Christoph Meurer (1668–1740), Generalsuperintendent in Stendal
- Peter du Moulin (1681–1756), General Friedrichs II., wohnte in Stendal in einem Freihaus
- Johann Rudolph Nolten (1691–1754), Generalsuperintendent in Stendal
- Alexander von Knobelsdorff (1723–1799), Generalfeldmarschall, Kommandeur des Altpreußischen Infanterieregiments No. 27 in Stendal
- Georg Christoph Silberschlag (1731–1790), Generalsuperintendent in Stendal, Entdecker der Atmosphäre der Venus
- Franz von Voß (1777–1867), lebte in Stendal
- Stendhal (1783–1842), eigentlich Marie-Henri Beyle, französischer Schriftsteller
- Friedrich Gotthold Schöne (1806–1857), deutscher Gymnasiallehrer und Altphilologe
- Ludwig Götze (1832–1878), deutscher Gymnasiallehrer, Historiker und Archivar
- Gustav Nachtigal (1834–1885), Arzt und Afrikaforscher, ihm zu Ehren steht seine Büste auf dem nach ihm benannten Platz
- Alkmar II. von Alvensleben (1841–1898), General und Kommandant von Breslau
- Otto Wilhelm Theodor Werner (1846–1914), Oberbürgermeister in Stendal
- Svetozár Hurban Vajanský (1847–1916), slowakischer Schriftsteller, ging 1863–1866 in Stendal auf das Gymnasium
- Franz Kuchenbuch III (1863–1944), Leiter des Altmärkischen Museums in Stendal
- Paul Kupka (1866–1949), Lehrer und Historiker der Altmark
- Hermann Alberts (1869–1960), Superintendent in Stendal
- Martin Schiele (1870–1939), Politiker der Weimarer Republik
- Alkmar (III.) von Alvensleben (1874–1946), Mediziner
- Wilhelm Bonatz (1883–nach 1946), Polizeibeamter und Gestapo-Mitarbeiter
- Karl Dannemann (1885–nach 1950), 1946 zum Oberbürgermeister von Stendal ernannt
- Karl Wernecke (1885–1945) Kommunalpolitiker (DNVP und NSDAP), Oberbürgermeister 1931–1945, übergab 1945 die Stadt kampflos an die US-Armee
- Gerhard Warstat (1887–1941), Chefarzt des Johanniter-Krankenhauses, als Mitglied des Erbgesundheitsgerichts in Stendal für Zwangssterilisationen verantwortlich
- Rudolf Langhammer (1889–1958), Archivar und Historiker, Leiter des Altmärkischen Museums und des Stadtarchivs Stendal
- Richard Meyer (1893–1974), Politiker (NSDAP), 1933–1944 Bürgermeister in Stendal
- Julius Charig (1897–1943), Rechtsanwalt
- Heinrich Detloff von Kalben (1898–1966), ehemaliger Landrat im Kreis Stendal
- Detlev Brüning (1901–1992), Leiter der Forschungsstelle für Forstdüngung der Kaliindustrie in Stendal
- Karl Schaper (1910–1965), Propst in Stendal
- Fritz Vahle (1913–1991), Maler, lebte in Stendal
- Friedrich Carl Eichenberg (1915–2007), Propst in Stendal
- Ingeborg Vahle-Giessler (1915–1989), Malerin, lebte in Stendal
- Kurt Weißenfels (1920–1998), Fußballspieler
- Horst Tappert (1923–2008), Schauspieler, begann am Theater der Altmark seine Karriere
- Erika Drees (1935–2009), Ärztin, Mitbegründerin des Neuen Forums
- Ernst Lindner (1935–2012), Fußballspieler
- Volker Stephan (* 1938), Politiker (SPD), Oberbürgermeister 1994–2001
- Max Kunze (* 1944), 1969–1982 Direktor des Winckelmann-Museums
- Albrecht Franke (* 1950), Schriftsteller, lebt in Stendal
- Peter Kurth (* 1957), 1984–1988 Schauspieler am Theater der Altmark

## Philatelistisches
Mit dem Erstausgabetag 7. Juli 2022 gab die Deutsche Post  AG anlässlich des 1000-jährigen Bestehens von Stendal ein Sonderpostwertzeichen im Nennwert von 85 Eurocent heraus. Der Entwurf stammt von der Grafikerin Grit Fiedler aus Leipzig.